# Gastronomía de Quebec

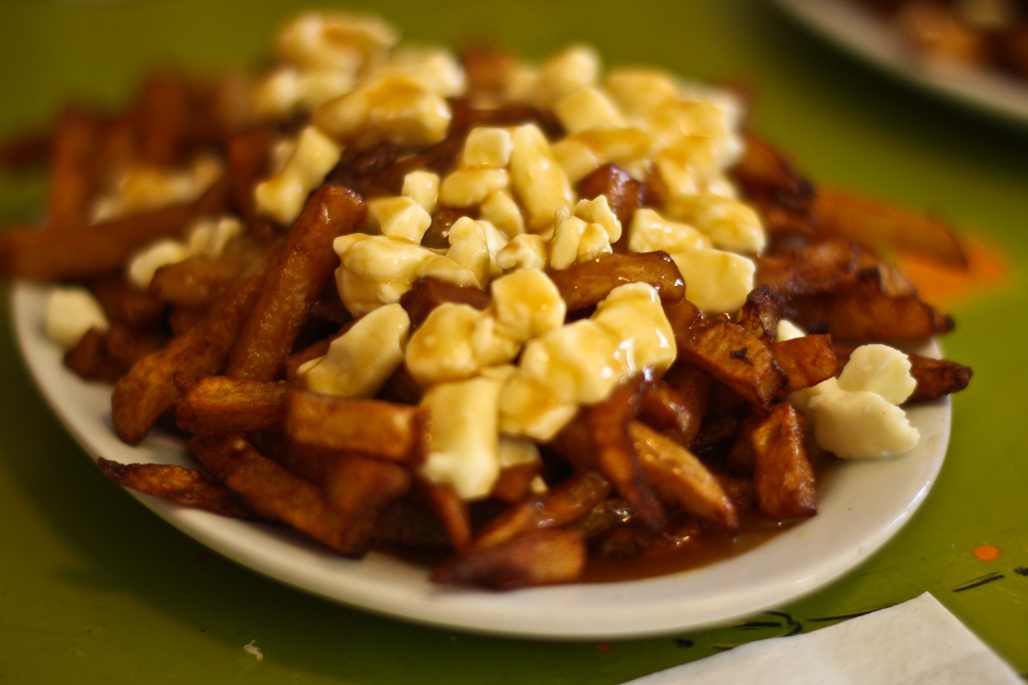
La poutine se creó en Centre-du-Québec.

La gastronomía de Quebec (también llamada «gastronomía francocanadiense» o «gastronomía quebequesa») es una gastronomía nacional en la provincia canadiense de Quebec. También la elaboran los francófonos de Ontario.
La gastronomía de Quebec desciende de la cocina francesa del siglo XVII y comenzó a desarrollarse en Nueva Francia a partir de la trabajosa naturaleza de la vida colonial, la estacionalidad de los ingredientes y la necesidad de conservar los recursos. Se ha visto influida por la historia del comercio de pieles y la caza en la provincia, así como por los inviernos quebequeses, la fertilidad del suelo, las enseñanzas de las Naciones Originarias, la gastronomía británica, la gastronomía estadounidense, las relaciones comerciales históricas y algunas gastronomías de inmigrantes.
Quebec es la cuna de muchos platos únicos y es sobre todo famoso por su poutine, sus tourtières, su pâté chinois, su sopa de guisantes, sus fèves au lard, sus cretons y postres como los grands-pères, el pouding-chômeur y el tire Sainte Catherine. Los platos especiales de Quebec son la comida tradicional de las fiestas, así como del temps des sucres, un momento de marzo en el que las familias acuden a chozas de azúcar.
Quebec es conocido por ser el mayor productor de sirope de arce del mundo, ya que el 72 % de todo el sirope de arce que se vende en el mundo (y del 90 % que se vende en Canadá) proviene de Quebec. La provincia también es reconocida por haber creado más de 700 tipos distintos de quesos, algunos de los cuales han ganado concursos internacionales.
El crítico gastronómico Jacob Richler escribió que la gastronomía de Quebec está mejor definida que la del resto de Canadá debido a su barrera lingüística que la separa de la cultura dominante de los Estados Unidos y a que ha tenido más tiempo para desarrollarse. Por el contrario, las gastronomías quebequense y acadia tienen mucho en común debido a la proximidad y a una lengua e historia compartidas.

## Historia
La gastronomía de Quebec evolucionó a partir de la del norte de Francia en el siglo XVII. También conserva algunas herencias de la gastronomía poitevina: muchos quebequeses preparan pâté marmite; soupe aux gourganes, a base de habas gourgane, una variedad de haba, y sopas a base de otras legumbres. Las chaudrées charentaises han evolucionado hacia las quiaudes de Gaspesia y las tourtes salées de Poitiers hacia las tourtières.
Otras comidas que tienen su origen en Francia son el pot au feu, la morcilla (boudin), el queso de cabeza (tête fromagée), las salchichas de plorine, el guiso de codillo de cerdo (ragoût de pattes de cochon), el guiso de conejo (civet de lapin), la torrija (pain perdu o pain doré) y dulces como las crêpes, los beignets, las galletas croquignole y las tartas. Como en Francia, el cerdo es la carne más popular.

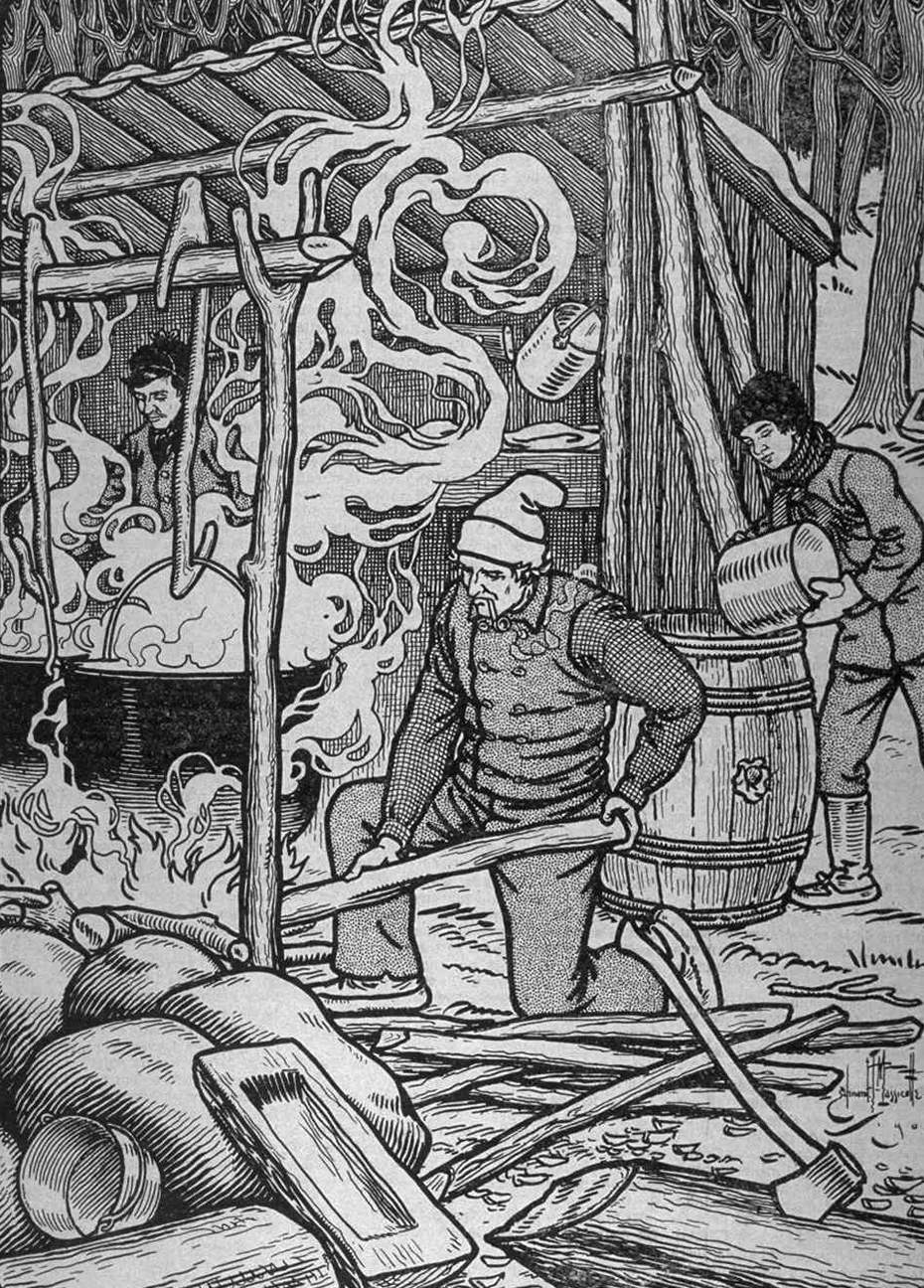
Trabajadores quebequeses recolectan y procesan savia de arce para crear sirope de arce.

Desde el momento en que llegaron a principios del siglo XVII, los colonos siempre prefirieron su gastronomía nativa. Sin embargo, aprendieron algunas técnicas culinarias de los algonquinos, los atikamekw y los iroqueses. Las más importantes fueron la acériculture (el proceso de cultivar savia de arce y crear sirope de arce), la pesca en hielo y el boucanage (mediante el cual se ahúman pescados u otras carnes para su conservación o por su sabor).
La conservación de los alimentos siempre fue importante en tiempos de los pioneros, debido a los largos inviernos y a los frecuentes viajes de los coureurs des bois. La mantequilla, las hierbas y la manteca de cerdo se utilizaban para condimentar y salar. La carne de cerdo y el pescado se ahumaban, mientras que otras carnes y verduras se conservaban en vinagre. Estas técnicas se siguen practicando hoy en día, aunque no para sobrevivir. Como la caza era tan abundante, los pioneros y sus descendientes siempre cazaban y pescaban para subsistir.
Para la década de 1670, había surgido una población agraria considerable en la región de la ciudad de Quebec, y las costumbres franceses dominaban. Las comidas casi siempre incluían sopa, pan, carne y vino. Dado que el clima complicaba el cultivo de uvas europeas (concretamente la Vitis vinifera), los vinos siempre se importaban desde Francia.
La conquista de Nueva Francia en 1760 conllevó algunos cambios culinarios en Quebec. Uno de los efectos más inmediatos fue la eliminación del vino, ya que no se podía importar desde Francia. Otro gran cambio fue la importación de la patata, que, en apenas unas décadas, se convirtió en un ingrediente básico en Quebec, destronando al pan en popularidad. También aumentó el consumo de azúcar. Por último, los británicos importaron muchas recetas como el puré de patatas, el crumble y las empanadas de carne.

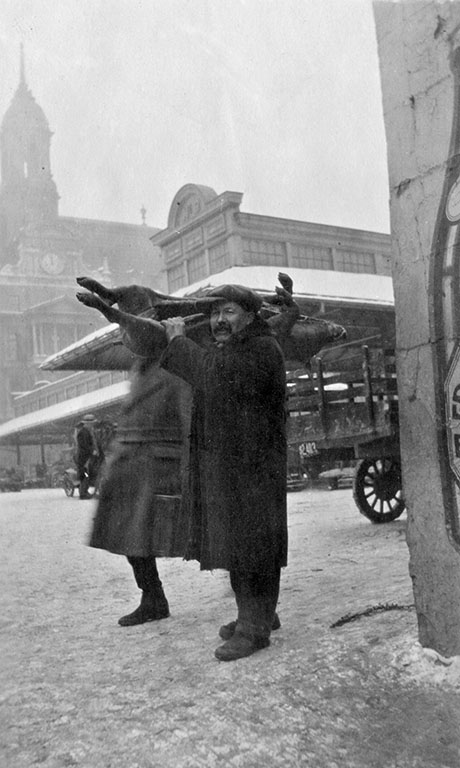
Venta de carne de cerdo en el mercado de Bonsecours en 1926.

Al aliviarse las tensiones con los jóvenes Estados Unidos, en el periodo posterior a la guerra de Aroostook, en 1839, aumentó la interacción entre Quebec y Nueva Inglaterra. Algunas recetas inspiradas en el intercambio cultural eran las fèves au lard, el ketchup maison y los date squares. El estatus socioeconómico de los francocanadienses también se desplomó a niveles deplorables; la pobreza extrema los obligó a simplificar sus comidas. Las recetas de caldo pasaron a ser poco más que agua caliente. Rara vez se consumían bebidas alcohólicas, y la mantequilla se utilizaba poco o no se utilizaba. Durante este periodo surgieron algunos alimentos contra el hambre, como el ploye.
Para principios de los 1900, las condiciones habían mejorado en cierta medida, aunque los francocanadienses seguían siendo pobres. La mayoría de las familias solían comer una mezcla de patatas y cerdo en su plato, que a día de hoy sigue siendo una combinación básica. Además, durante este periodo, la paloma pasajera, llamada tourte en francés, se extinguió. Como la carne de esta ave se utilizaba para rellenar los platos tipo tarta conocidos como tourtières, la receta de la tourtière tuvo que cambiar. Para sustituirla, se solían utilizar carnes de granja, como la ternera y el cerdo.
La Gran Depresión de los años treinta supuso la creación de nuevas recetas como el pâté chinois y el pouding-chômeur, que eran deliciosas y austeras. La inmigración después de este periodo se diversificó: los inmigrantes no solo llegaban desde las islas británicas, sino también desde otras partes de Europa. Especialidades judías como los bagels y la carne ahumada al estilo de Europa Oriental se popularizaron, dando lugar a la creación de la carne ahumada al estilo Montreal y los bagels de Montreal.
En la década de 1950 se produjeron muchos cambios en los hábitos alimentarios de los quebequeses por diversas razones: la popularidad de la comida rápida creció enormemente, se prohibió la leche cruda y muchas frutas y verduras pasaron a estar disponibles todo el año gracias a los frigoríficos y a las mayores cadenas de suministro. En consecuencia, el pain de ménage casero fue reemplazado por el pan de molde de tienda, se abandonaron muchas recetas antiguas de queso y se crearon otras nuevas y se popularizaron los espaguetis, la pizza, el pavo, el bacon, las salchichas, los quesos industriales, las hamburguesas, los perritos calientes, las patatas fritas, el coleslaw y los lobster rolls.
A finales de los cincuenta, estos cambios propiciaron la creación de la poutine —posiblemente el plato quebequés más famoso— y de otros platos, como el hot chicken y las guédilles.
La Revolución tranquila de los años sesenta y setenta mejoró enormemente el estatus socioeconómico de los francocanadienses, lo que les permitió tener una dieta más diversa. También sentó las bases para la creación de productos de alta calidad en Quebec y para la aparición de restaurantes quebequeses, como Lafleur, Valentine, La Belle Province o St-Hubert.
Desde los años ochenta hasta la actualidad, el deseo de alimentos de mayor calidad, un mayor poder adquisitivo y la influencia de inmigrantes europeos —sobre todo de Italia, Grecia, Francia y Portugal— ha dado lugar al aumento de la creación y producción de quesos y bebidas alcohólicas de gran calidad por todo Quebec, así como el regreso de recetas del terroir. La inmigración desde Grecia ha popularizado el gyros y ha traído las pitas slouvaki. Inmigrantes del Líbano han popularizado los shawarmas, lo que ha creado el shish taouk. Por último, el TLCAN y la nueva cultura de los quebequeses que se van de vacaciones al sur ha dado lugar a la adopción de sushi al estilo occidental y platos Tex-Mex, como los nachos, las fajitas, la salsa, el chili y los burritos.

## Ingredientes

### Caza, marisco y pescado
La pobreza histórica obligó a muchas familias de Quebec a cazar para comer hasta mediados del siglo XX. Las tourtiéres se rellenaban con la carne de la tourte o paloma pasajera, que solía ser una presa común y fácil. Pero, para principios del siglo XX, la paloma pasajera se extinguió debido a la sobrecaza, la deforestación y el efecto Allee. Las familias tuvieron que reemplazar la carne por lo que tuvieran. Por tanto, la mayoría de tourtières modernas están rellenas de ternera o cerdo.
En la actualidad, el consumo de carne de caza sigue siendo una tradición, aunque no se vende carne de caza en los supermercados. Si están disponibles, los quebequeses prefieren comer carne de alce, ciervo, liebre, grévol engolado, pavo salvaje, ave acuática y demás a carne de ganado. A veces también se da carne de caza como regalo.

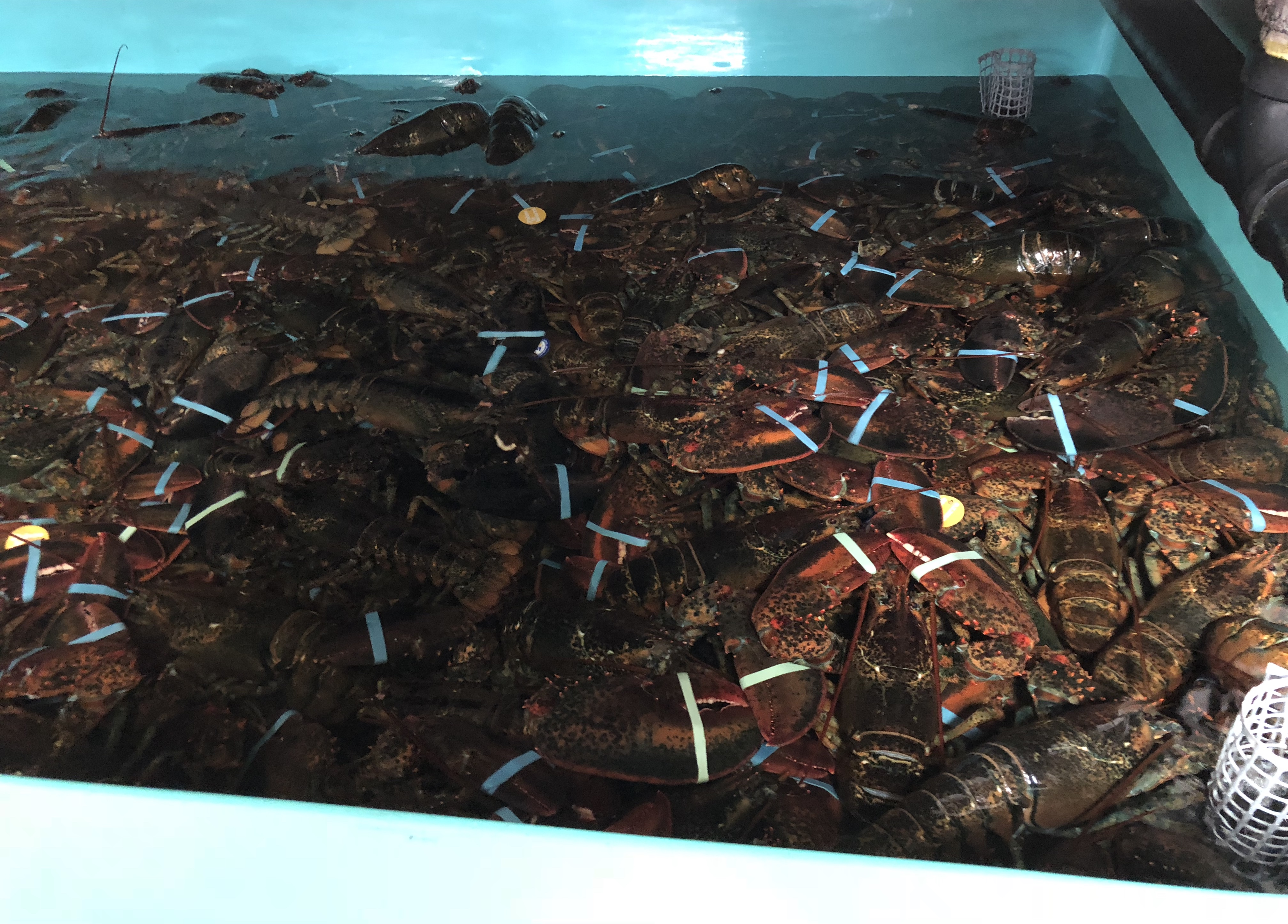
Bogavantes pescados en Gaspesia listos para ser vendidos.

En cuanto al marisco, se atrapan bogavantes y cangrejos en Gaspesia, la Côte-Nord y las islas de la Magdalena para venderse en el resto de Quebec. Las gambas suelen venderse como crevette de Matane en honor a la planta de procesamiento de gamas de la ciudad de Matane. Sin embargo, las gambas en sí se atrapan en varios pueblos del estuario del río San Lorenzo. También se atrapan mejillones, ostras, vieiras y buccinos (bourgots).
El salmón y la trucha son los pescados más populares en Quebec. La trucha de arroyo es casi omnipresente, el salmón se cría en piscifactorías y puede pescarse en 118 ríos distintos, y la trucha alpina está presente en casi 100 lagos. Otras especies que se pescan son la trucha de lago, la perca amarilla, la lucioperca, el muskallonga americano, el lucio europeo, la perca americana, el eperlano americano, el fletán negro, la caballa, el esturión de lago, el corégono de lago, el bacalao común (Quebec oriental), el arenque común (Quebec oriental), la anguila americana (entre Trois-Rivières y Cap-Chat), el salmón plateado (lago Saint-Jean), el pez sable (Sainte-Anne-de-la-Pérade), la gallineta nórdica (fiordos de Saguenay), el capelán (aldeas costeras) y el pez gato (islas de Sorel).
Sainte-Anne-de-la-Pérade celebra de diciembre a febrero un festival de fama mundial llamado La pêche des petits poisons des chenaux, en el que los pescadores de hielo capturan microgados. Históricamente, los hambrientos colonos franceses aprendieron las técnicas de pesca en hielo de los atikamekw, un privilegio, ya que la técnica se mantenía en secreto frente a las Naciones Originarias vecinas.

### Ganado
La carne de cerdo es la más usada en recetas quebequesas. También se suele usar ternera, pero ha ido perdiendo popularidad en los últimos años. En verano, la ternera suele formar parte de las barbacoas.
Los cerdos quebequeses son mayormente híbridos de las razas Duroc, Yorkshire y American Landrace. El ganado vacuno es también híbrido de muchas razas; la Aberdeen Angus, la charolesa y la Limousin son las más comunes. A pesar de la gran cabaña ganadera, Quebec importa la mayor parte de su carne del oeste canadiense, y utiliza su propio ganado sobre todo para la producción lechera. La producción lechera está dominada por la vaca Holstein, pero también se ordeñan vacas Jersey o pardas suizas.
El consumo de aves de corral es habitual. El pollo es el más popular con diferencia, pero también se consume pavo y pato. Los huevos de gallina son muy populares y se suelen usar en el desayuno y para hacer pasteles. El pavo se sirve tradicionalmente en Navidad y Acción de Gracias con picatostes y salvia. La región de Estrie ha producido pato desde principios del siglo XX. Quebec también es el único productor de foie gras en Canadá, así como el mayor productor de Norteamérica.
El caballo lo comen marginalmente menos del 1 % de los quebequeses. Su consumo se considera tabú, aunque no es ilegal.
Otras carnes son cordero, ternera, conejo, bisonte, alce y ancas de rana (de rana toro americana y rana leopardo).

### Especias, edulcorantes y cereales
Las especias comunes en las recetas tradicionales están ligadas a la producción local y al comercio histórico: sal, hisopillo, clavos de olor, canela, perejil, tomillo, salvia, nuez moscada, quatre-épices, cebollino, ajo, orégano y laurel. Gracias a la globalización, hoy en día existe un abanico más amplio de especias internacionales de donde elegir, como cúrcuma, curry en polvo, pimienta de Jamaica, comino, cayena, etc. En los últimos años, los chefs han tratado de exaltar los sabores del bosque boreal, entre ellos, la pimienta de aliso verde, el helecho dulce, la semilla de alcaravea, el mirto de Brabante y la baya de enebro.

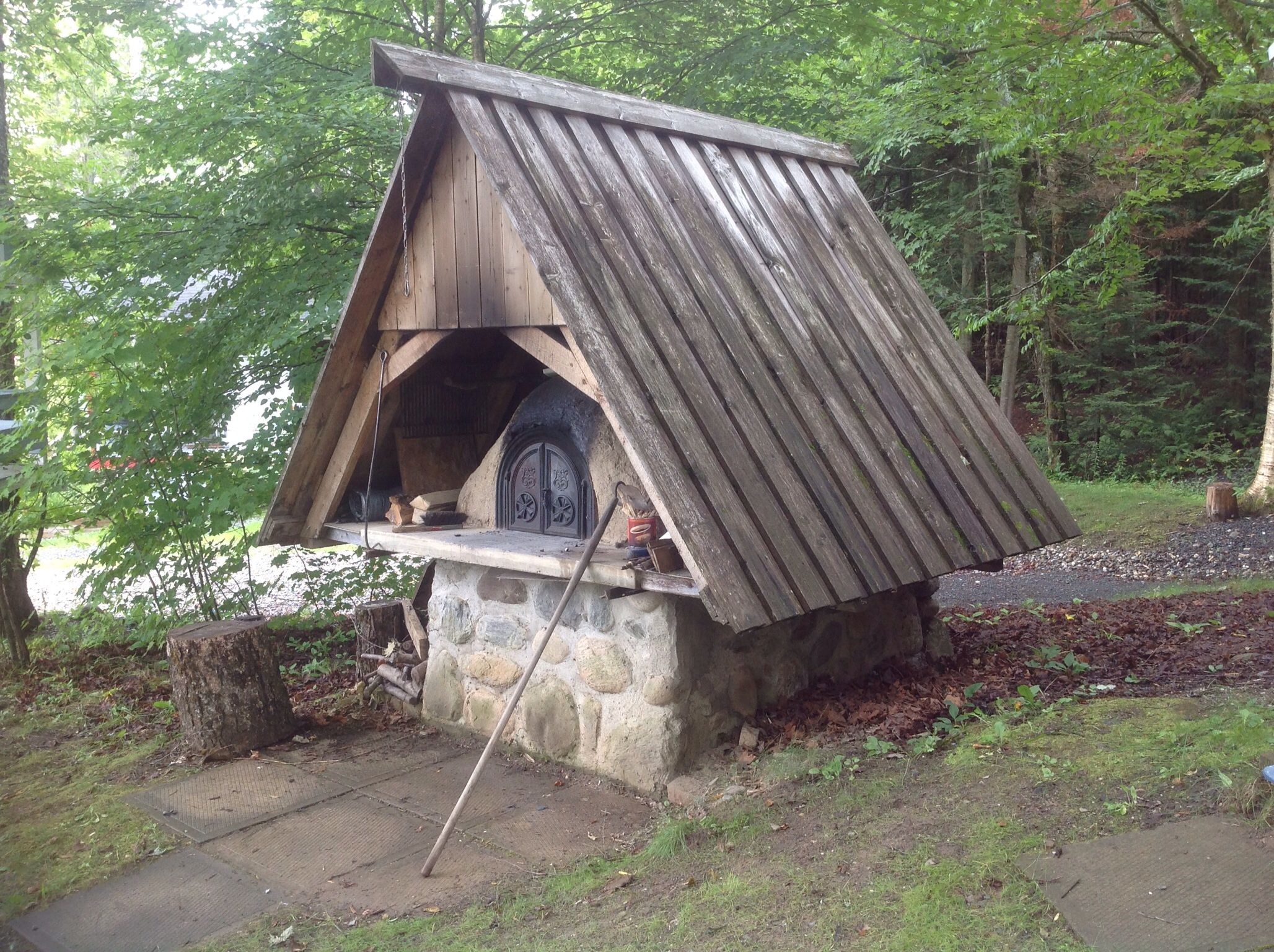
Horno de pan ancestral de Quebec en Saint-Damien-de-Bellechasse.

Los tipos de azúcar que se utilizan son el azúcar blanco, el azúcar moreno y el azúcar de arce. El sirope de arce se usa para endulzar los desayunos, las comidas y los dulces. La miel se usa casi exclusivamente para los postres, pero también se unta en las tostadas. La melaza y las pasas son ingredientes comunes en las recetas tradicionales debido al comercio histórico con las Antillas y Brasil.
Los cereales tradicionales y más comunes son el trigo, el arroz, la avena y el trigo sarraceno. El trigo sarraceno se popularizó porque podía crecer bien en el Escudo Canadiense. Hoy en día, otros cereales han conseguido tener una pequeña presencia: la quinoa, el arroz silvestre, las semillas de chía y la cebada.

### Frutas y verduras
Las verduras más utilizadas en la cocina tradicional quebequesa eran las que se podían conservar fácilmente durante el invierno, ya fuese en un lugar fresco, como una bodega, o en salmuera en tarros. Estas verduras son la patata, la cebolla, la zanahoria, la remolacha, la calabaza, el calabacín, las habichuelas, el repollo, el nabo y el maíz. En los tiempos modernos, los quebequeses también cocinan con verduras de supermercado, como el tomate, el pimiento, el pepino, la lechuga, el espárrago, la coliflor, el brócoli, el aguacate, los microverdes, el rábano, la chalota, la espinaca, la chirivía, la berenjena, la alcachofa, la col rizada, el puerro, el colinabo, el boniato, el apio, la lenteja, el cacahuete, la soja, el garbanzo y otras. El ruibarbo se suele cultivar en los jardines particulares. Los brotes de helecho se recogen de la naturaleza en primavera.
Las bayas más consumidas son el arándano azul, la fresa, la frambuesa, la mora, la uva, la cereza y el arándano rojo. El alquejenje rara vez se importa desde Sudamérica. Las moras de los pantanos solo crecen en las profundidades del bosque boreal, pero se recogen cada estación en las comunidades septentrionales. Por último, como estas plantas se prohibieron en el continente a principios del siglo XX y, con el tiempo, cayeron en el olvido, los quebequeses prácticamente desconocen todos los tipos de grosellas.
Otras frutas importantes cultivadas localmente son la manzana, la pera, la ciruela, el cantalupo y la sandía. Las frutas importadas más consumidas son el plátano, la naranja, el limón, la lima, el kiwi, el coco, el mango, la clementina y la piña. Otras frutas importadas pero menos populares son la granada, el pomelo, la carambola, la papaya, la pitahaya, el maracuyá, el higo y otras.
Las setas han estado ausentes durante mucho tiempo de la cocina tradicional de Quebec. Sin embargo, ahora están presentes, y casi siempre de la variedad cremini. En los últimos años, las setas morchella, chanterelle, shiitake y enokis también han ganado una pequeña presencia.

## Ejemplos de platos únicos

### Entrantes o guarniciones
- Betteraves marinées: remolacha encurtida[36]
- Cretons: carne de cerdo para untar con cebolla y especias[37]
- Fèves au lard: habichuelas cocidas a fuego lento con bacon y sirope de arce
- Ketchup maison: salsa verde o roja hecha con azúcar, vinagre, tomate, cebolla, manzana y especias
- Soupe aux gourganes: sopa de la tradicional haba gourgane[38]
- Soupe à l'orge perlé: sopa de cebada perlada[39]
- Soupe aux pois: sopa de guisantes[40]
- Oreilles de crisse: plato compuesto por lardo salado frito[41]
- Quiaude: crema con pescado blanco[42]

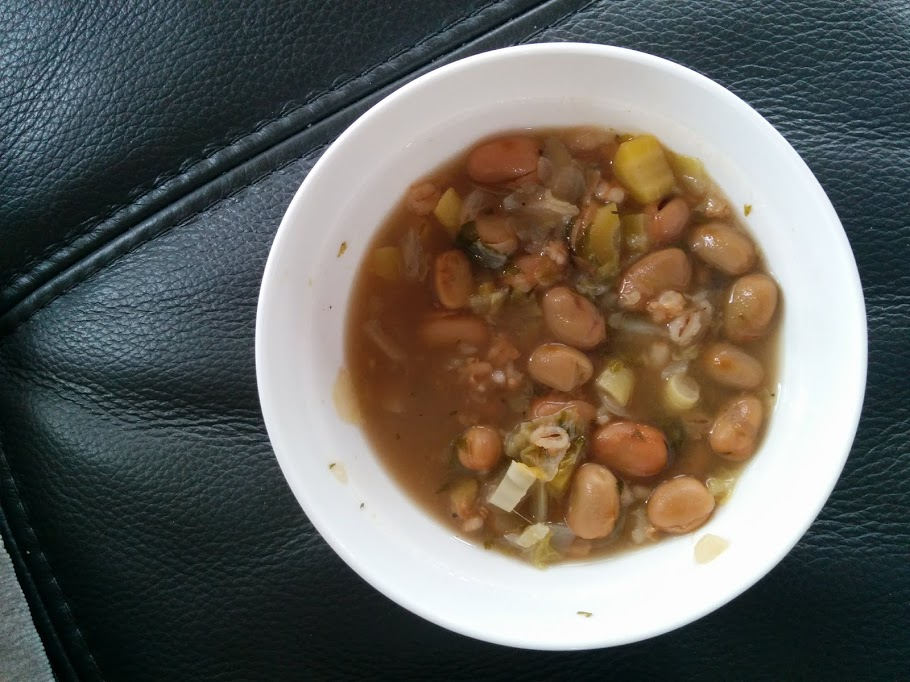
Soupe aux gourganes.
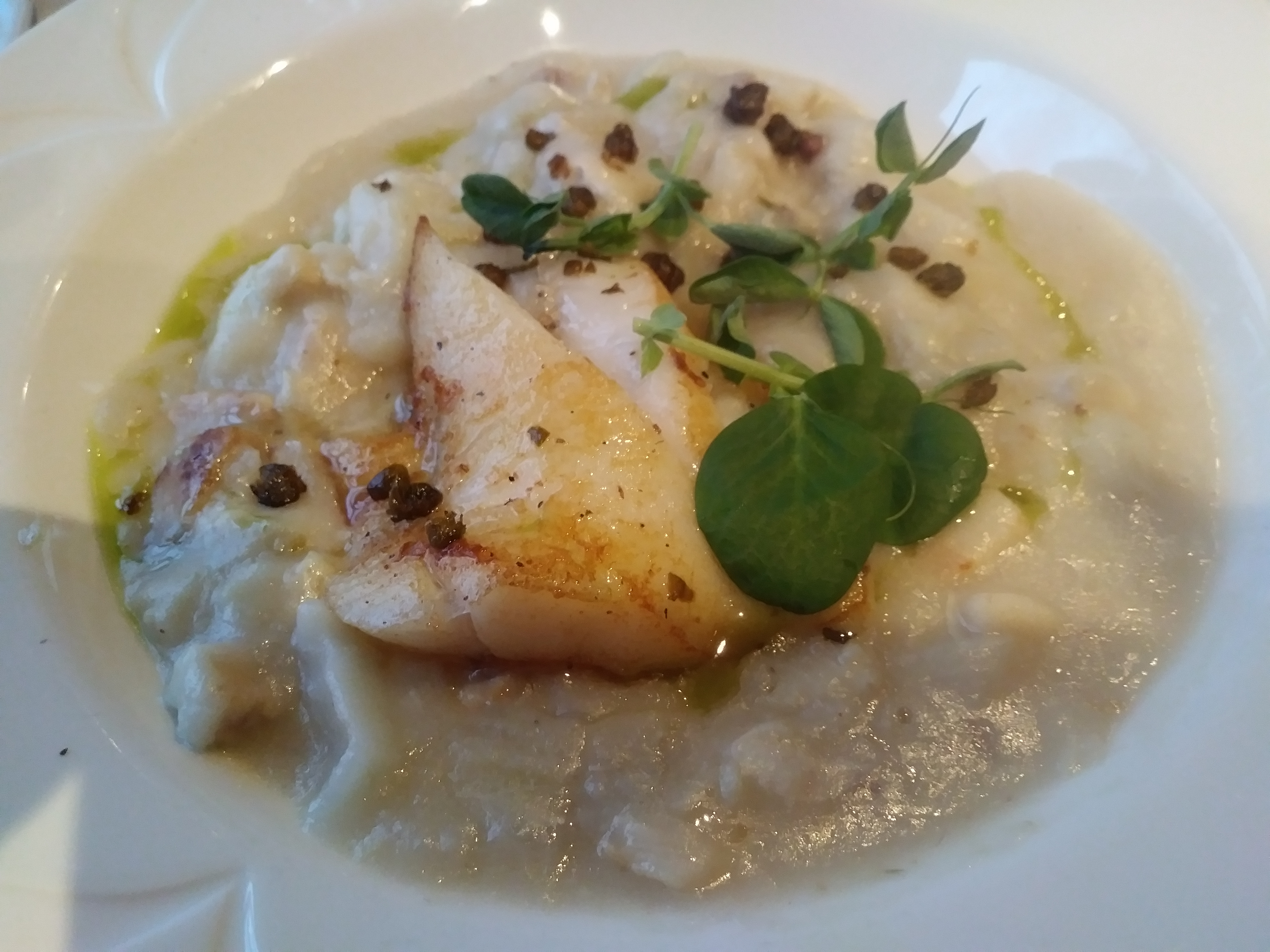
Quiaude hecho con fletán negro.
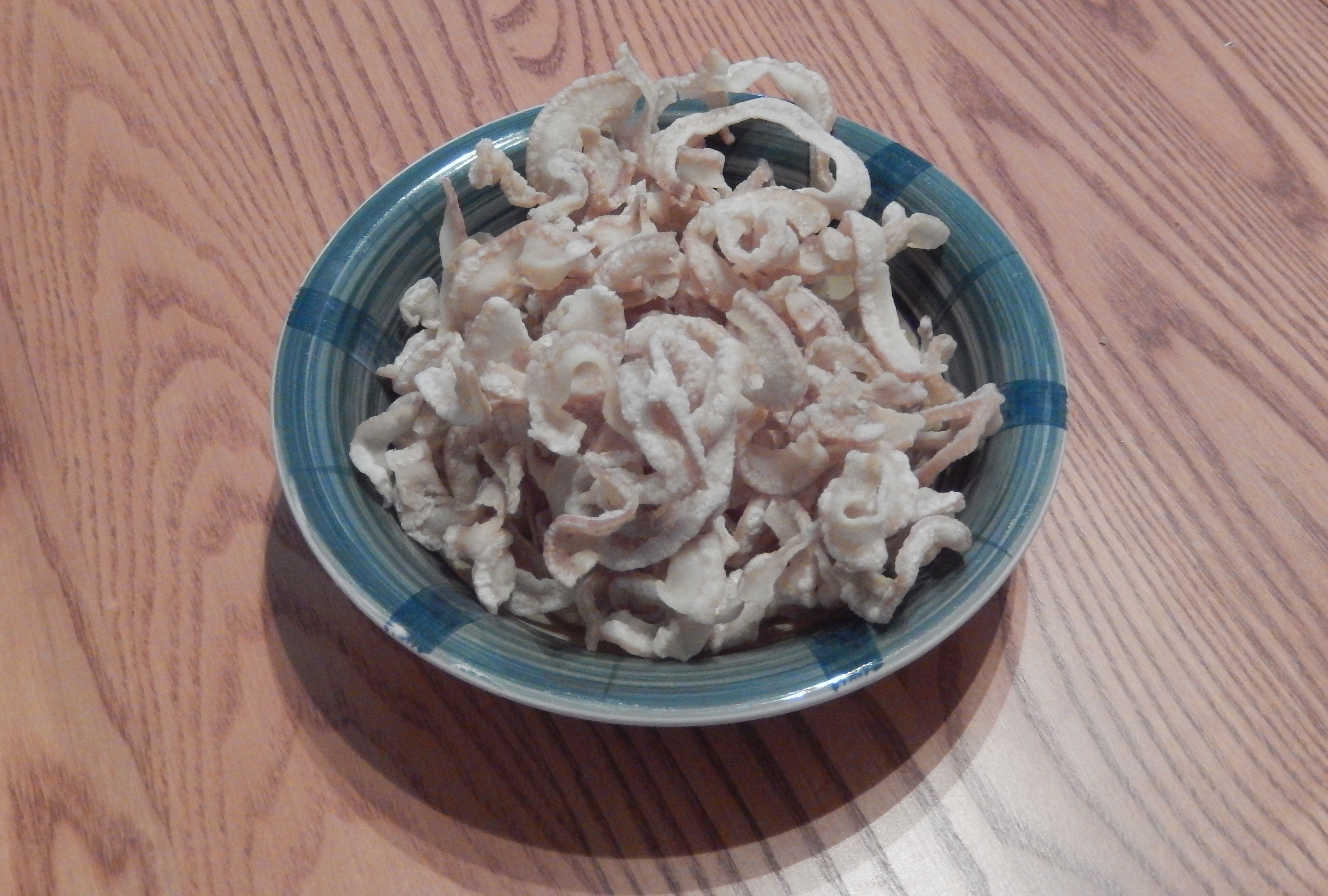
Oreilles de crisse en un bol.
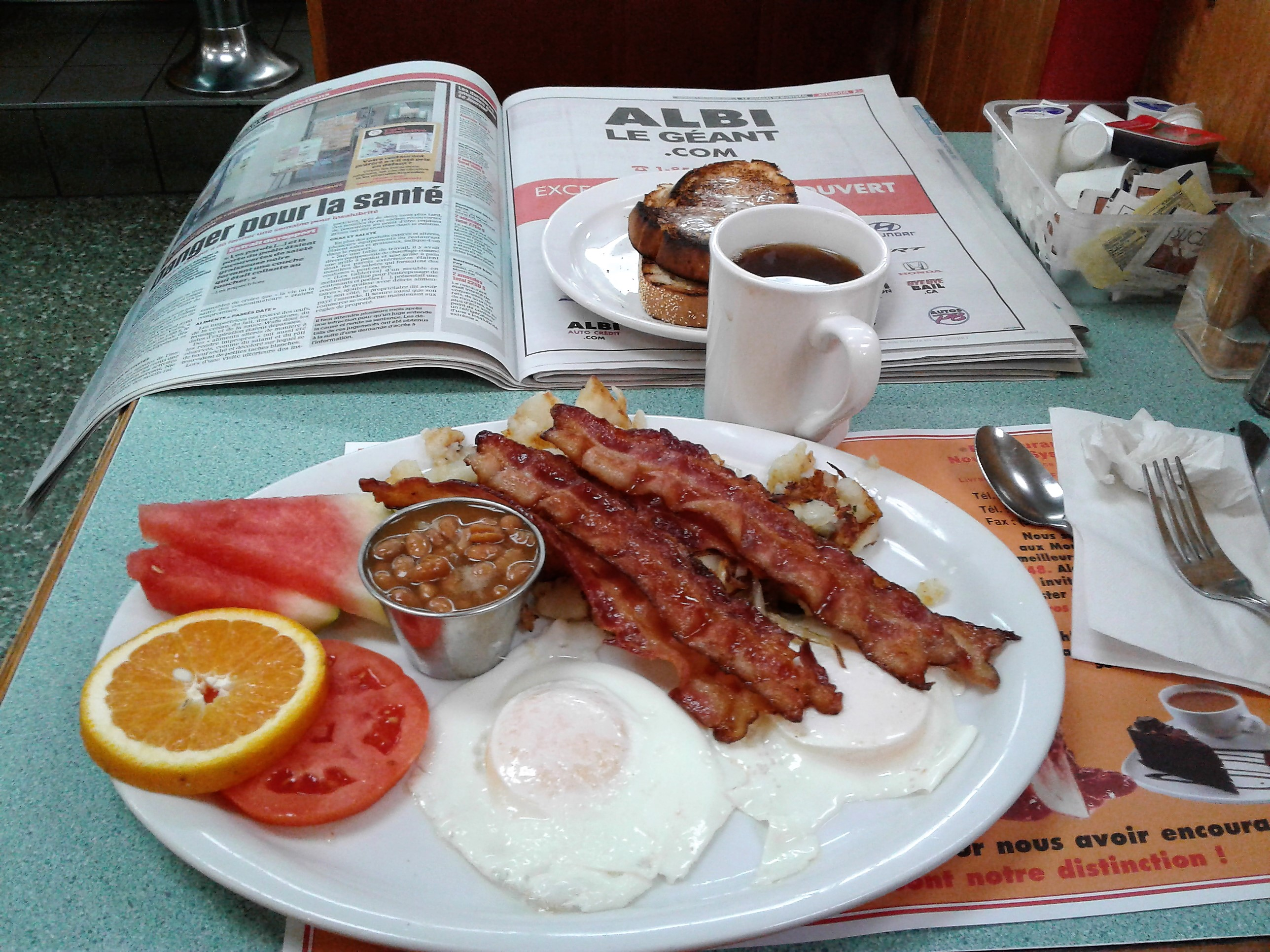
Desayuno con fèves au lard en un pequeño cuenco como guarnición.

### Platos principales
- Bouilli de légumes: caldo de ingredientes y especias tradicionales
- Chiard: estofado de cerdo con patata y cebolla[43]
- Cigares au chou: rollos de repollo y carne picada recubiertos de una salsa de tomate o ketchup casera
- Coquille Saint-Jacques: crema de marisco rodeada de puré de patatas y recubierta con queso[44]
- Feuilleté jambon-fromage: bollos enrollados con jamón y queso en el centro, parecidos a los rollos de canela[45]
- Galette aux patates: panqueque de patata
- Gibelotte de Sorel: sopa hecha con una base de tomate, varias verduras y pescado blanco originaria de Sorel-Tracy[46]
- Guédille: rollo de bogavante sobre un pan de perrito caliente; se pueden usar otros mariscos en lugar de bogavante
- Hot chicken: sándwich de pollo con salsa y guisantes encima[47]
- Pâté chinois: paté compuesto por una capa de carne picada abajo, maíz en grano o en crema en el centro y puré de patatas por encima
- Pizza-ghetti: plato combinado muy común en restaurantes de comida rápida o familiares; otra variedad es la pizza-caesar[48][49]
- Pot-au-feu de la récolte: pot au feu de cerdo o ternera con verduras tradicionales (zanahoria, repollo, etc.)[50]
- Poulet chasseur: pollo enharinado cocinado con ciertas verduras y salsa de tomate[51]
- Poutine: patatas fritas recubiertas de queso en grano frío o a temperatura ambiente y salsa de carne caliente; el plato quebequés más famoso
- Variantes de la poutine: variaciones de la poutine clásica
- Ragoût de boulettes: un tipo de ragoût complejo de albóndigas
- Ragoût de pattes de cochon: un tipo de ragoût complejo hecho de manitas de cerdo
- Tête fromagée: una estructura sólida compuesta por una mezcla de cerdo, especias, cebolla, zanahoria y apio
- Pita souvlaki: la versión de Quebec del gyros o del donair de Nueva Escocia, inspirado en gran medida en los inmigrantes griegos del siglo XX[12] y que hoy es popular en muchas pizzerías y patateries
- Tourtière: tarta de carne picada de cerdo o ternera, plato típico del temps des fêtes
- Tourtière du Lac Saint-Jean: un tipo de tourtière hecha con una corteza más gruesa y cubos de patata, carne y caldo

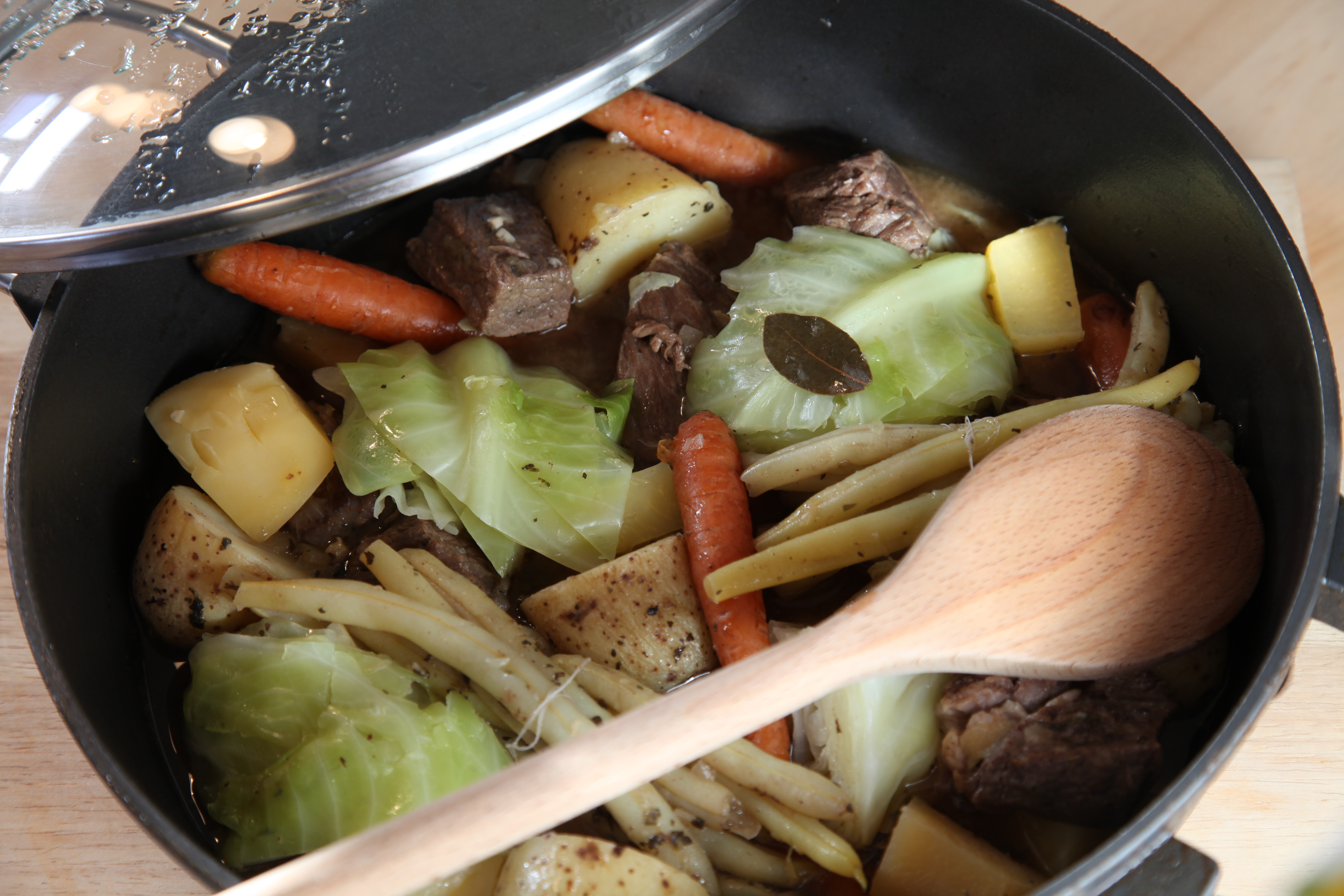
Bouilli de légumes, también llamado bouilli quebécois.
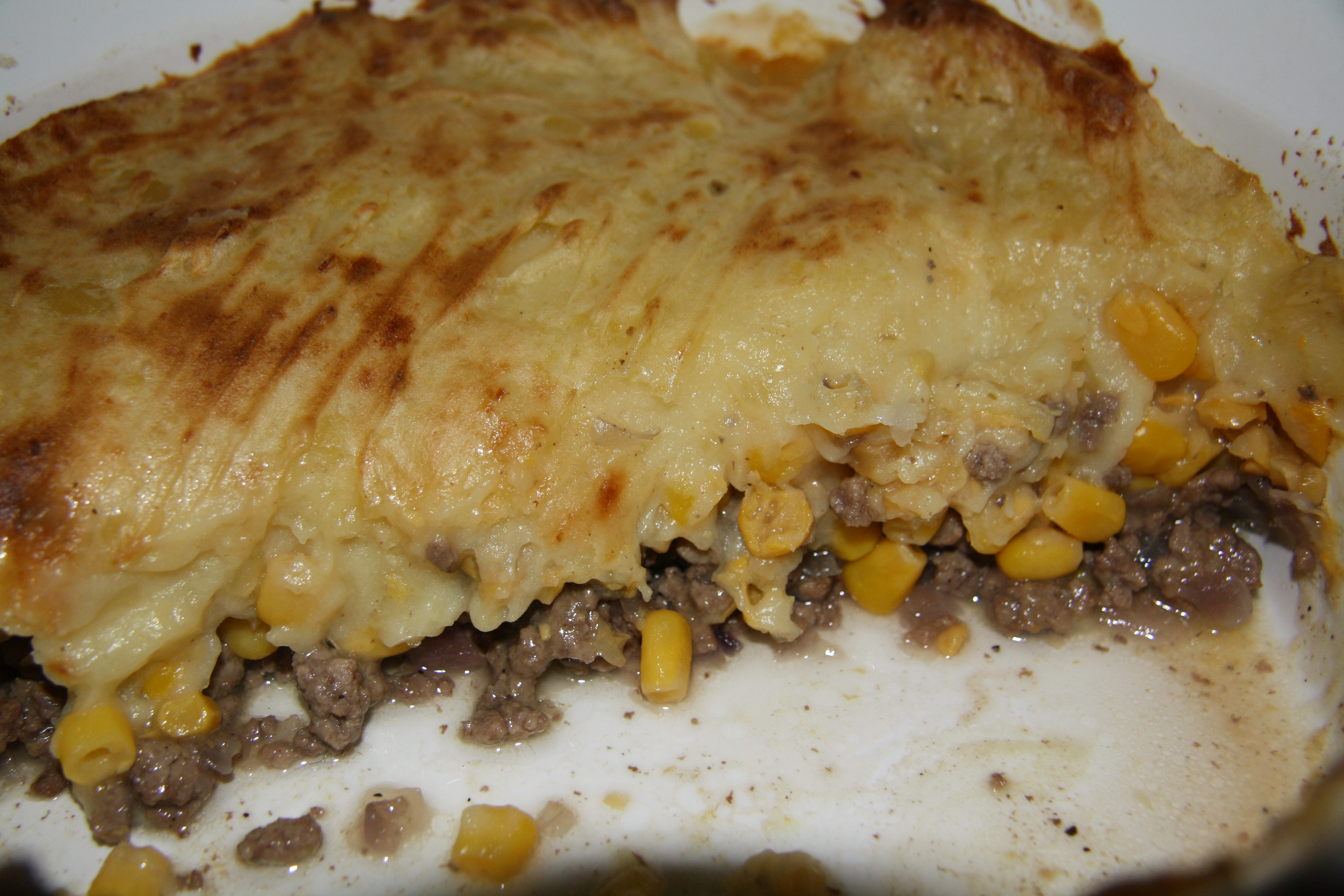
El pâté chinois se suele comer con kétchup.
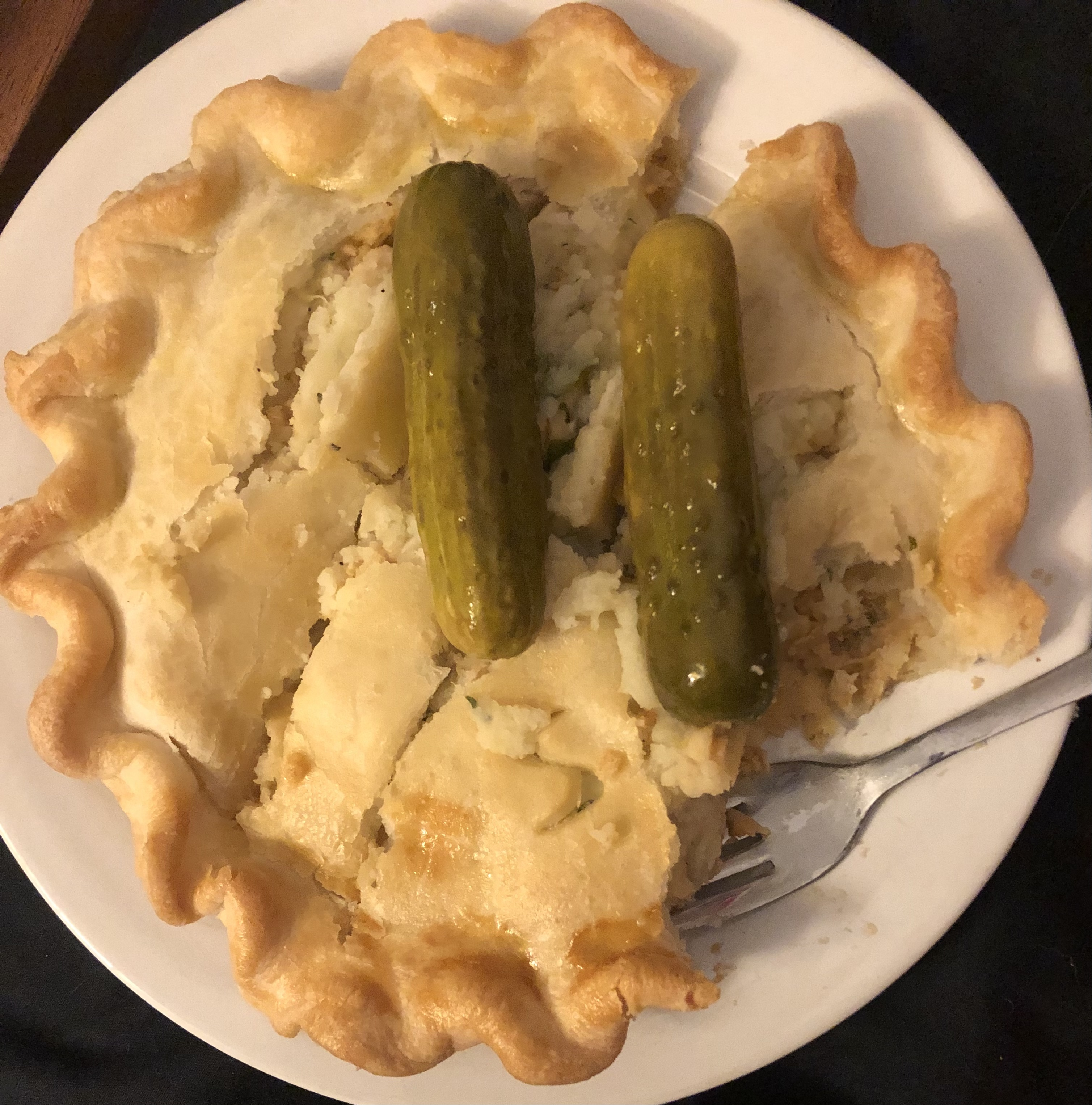
Pâté au saumon tradicional con pepinillos.
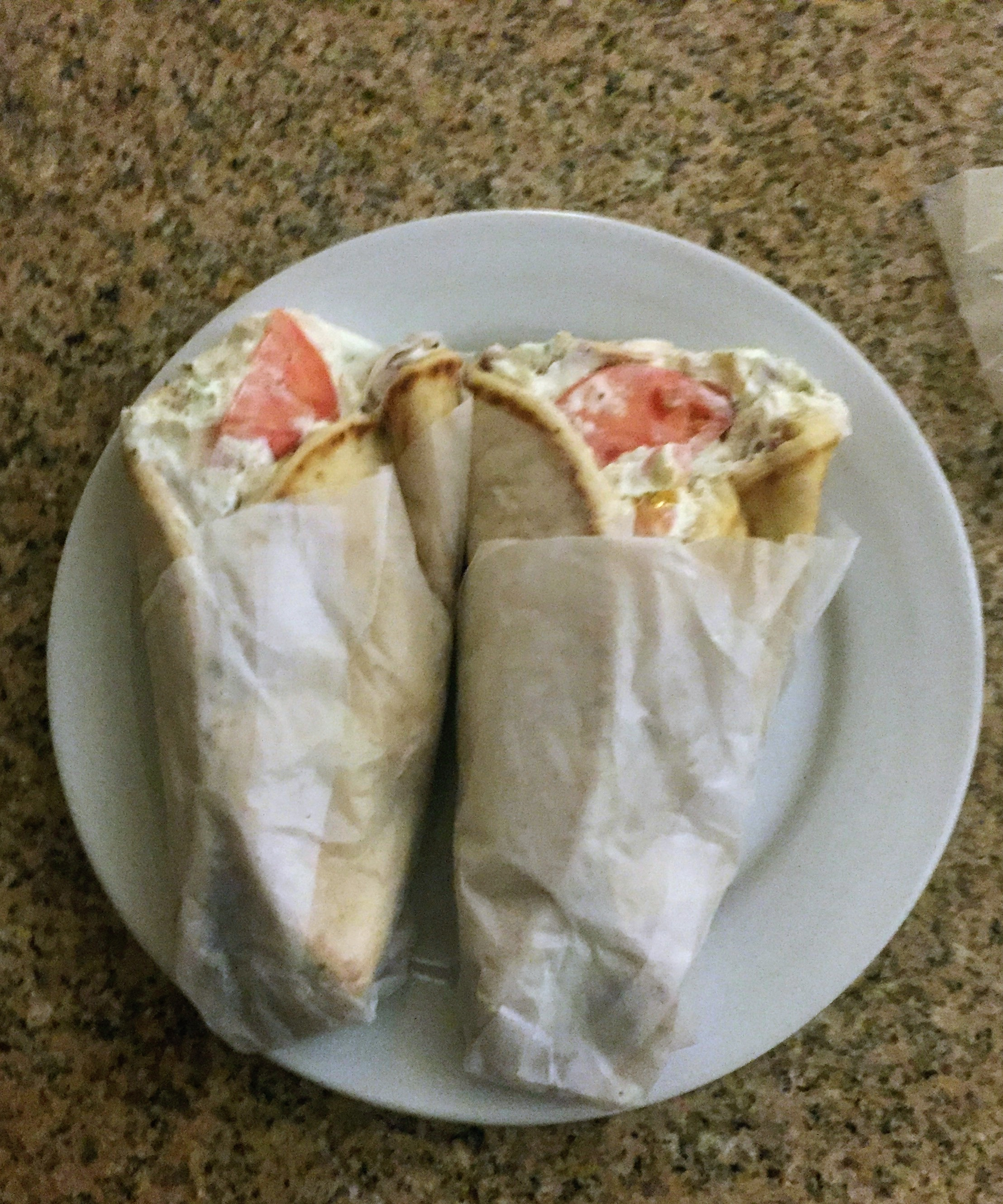
Pita souvlaki al estilo de Quebec (comparable al donair de Nueva Escocia).
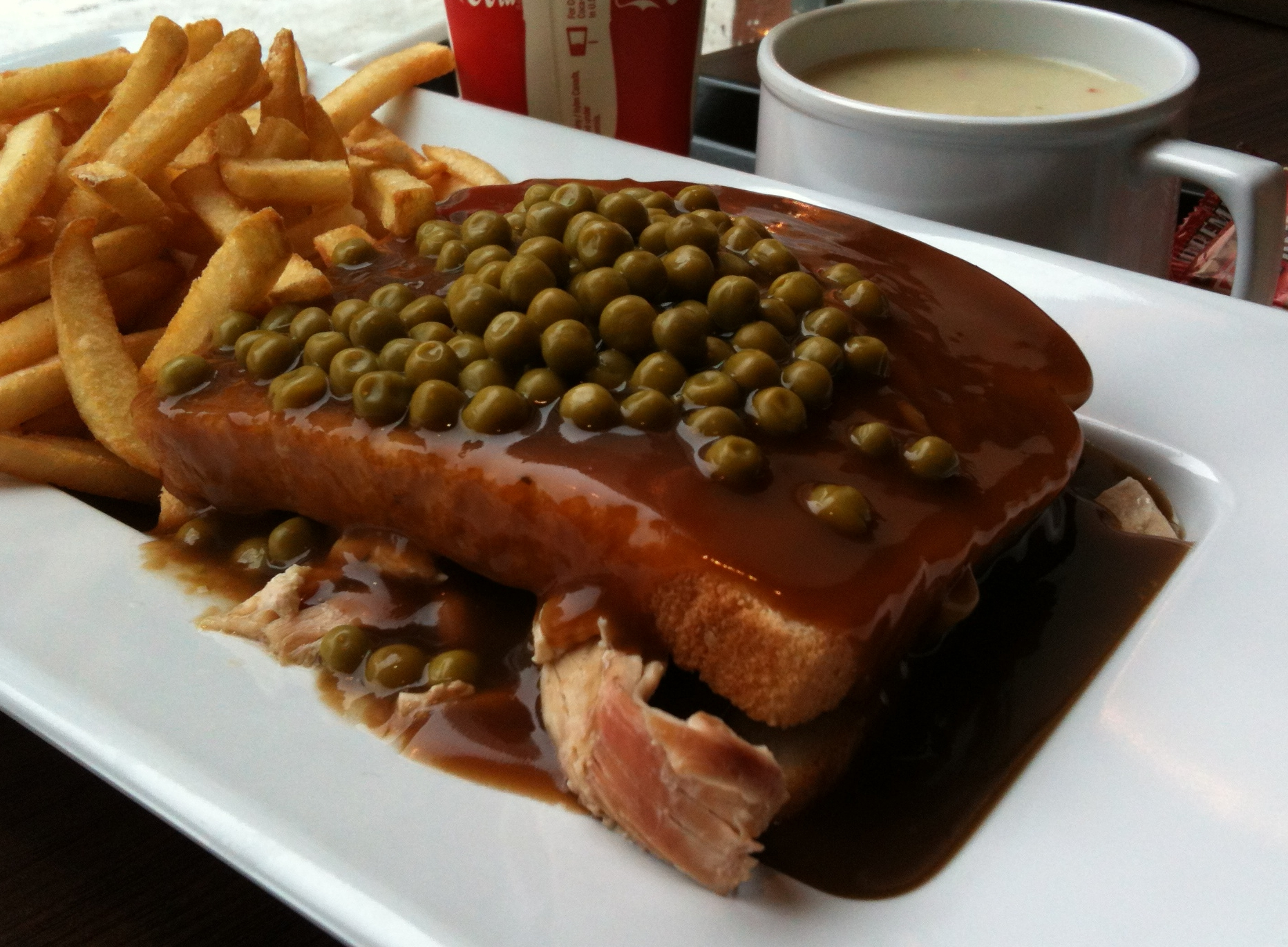
Un hot chicken al estilo de Quebec, cubierto con guisantes.
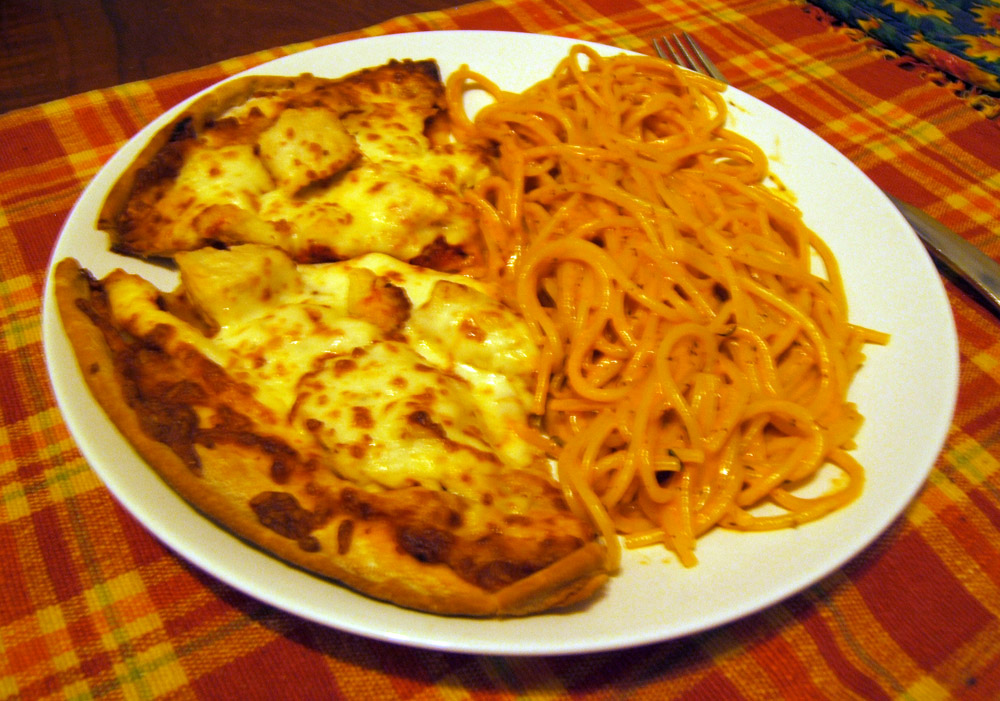
«Pizza-ghetti», un producto básico en muchos restaurantes y comedores familiares.
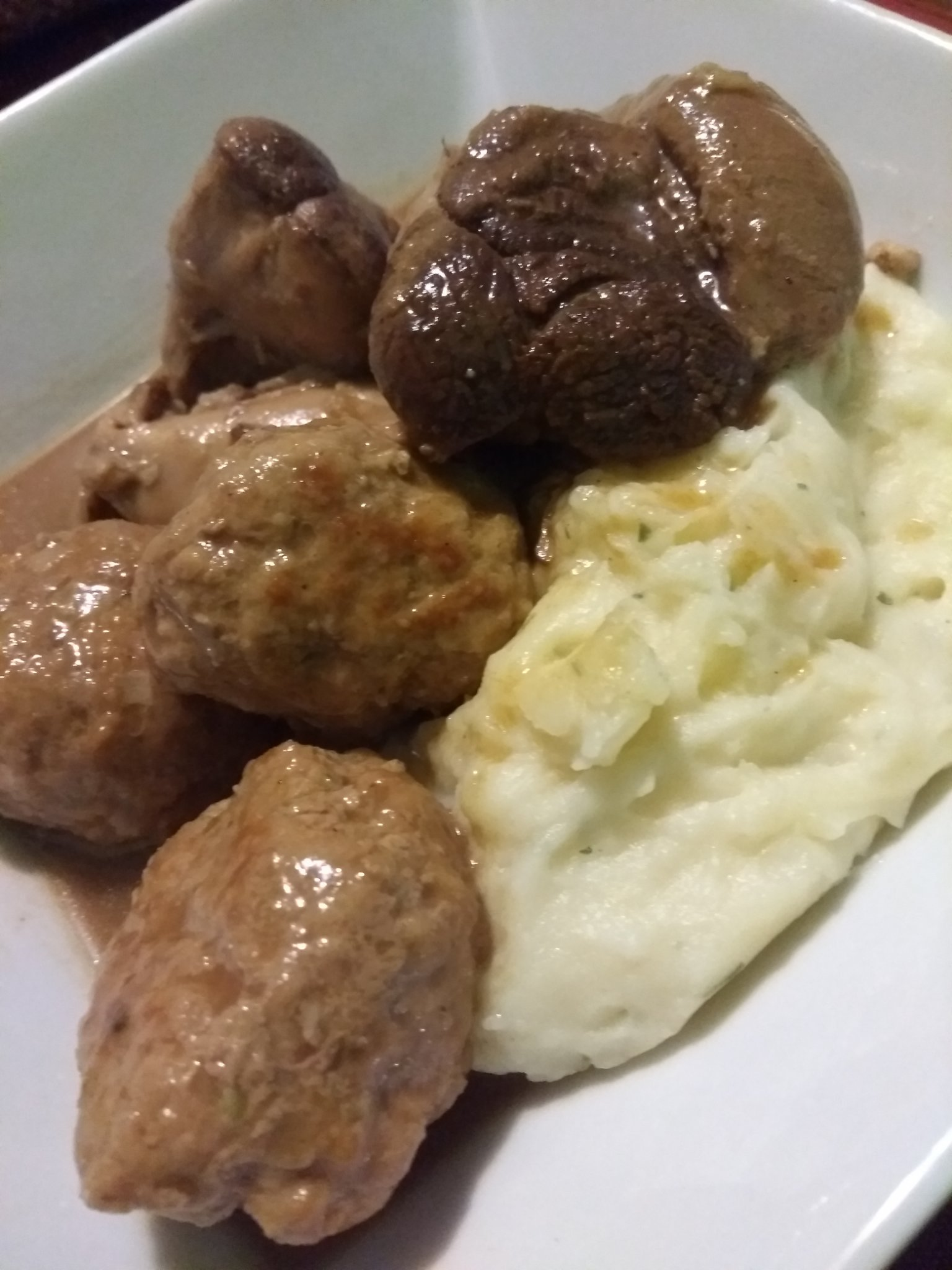
Mezcla de ragoût de boulettes y ragoût de pattes de cochon con puré de patatas.
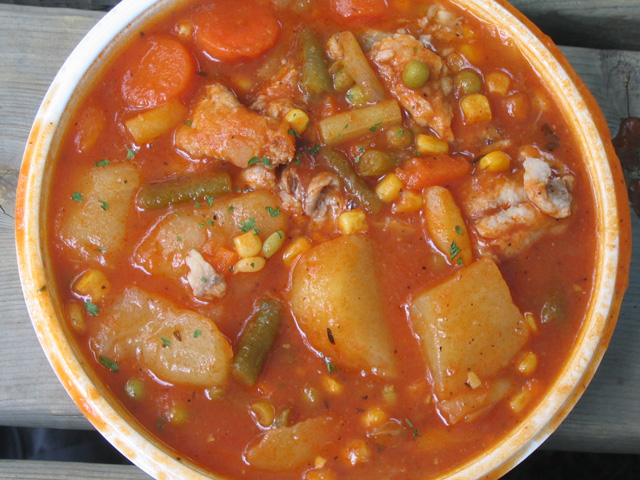
La gibelotte de Sorel es una sopa que se consume como parte de la comida.

### Postres
- Beigne à l'ancienne: donuts a la antigua
- Beigne aux patates: donuts de patata
- Bonbons aux patates: caramelos de patata[52]
- Bûche de Noël: tronco de Navidad
- Galette à la mélasse: galletas de melaza[53]
- Gâteau Reine Élisabeth: tipo de tarta compuesta por dátiles, nueces y glaseado de coco[54]
- Gâteau au pain d'épices: tarta hecha con ciertas especias[55]
- Grands-pères: pastel en forma de bola arrugada, a menudo cubierto de sirope de arce o relleno de fruta
- Pets de sœurs: pastas enrolladas con un relleno de azúcar moreno, parecen rollos de canela
- Pouding-chômeur: tarta blanca que descansa sobre un pudin de sirope de arce
- Queue de castor: masa ovalada frita y cubierta de una decoración dulce
- Sucre à la crème: cubos de azúcar, nata y azúcar moreno, similares a las tabletas escocesas
- Tarte à la ferlouche: tarta hecha de pasas, melaza y azúcar moreno
- Tarte au sucre: tarta con un relleno de azúcar[56]
- Tarte au suif: tarta con un relleno de manteca dulce[57]
- Tire de la Sainte-Catherine: un tipo de caramelo dulce creado para conmemorar a santa Catalina de Alejandría
- Tire sur neige: savia de arce hirviendo colocada sobre nieve y enrollada en un palito de helado
- Trottoir: tarta de fresa o arándano azul cuya corteza superior presenta un patrón de agujeros con forma de rombo[58]

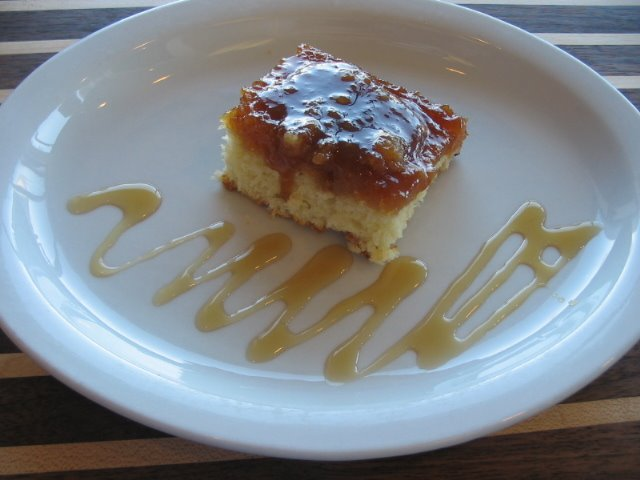
El pouding-chômeur se creó durante la Gran Depresión.
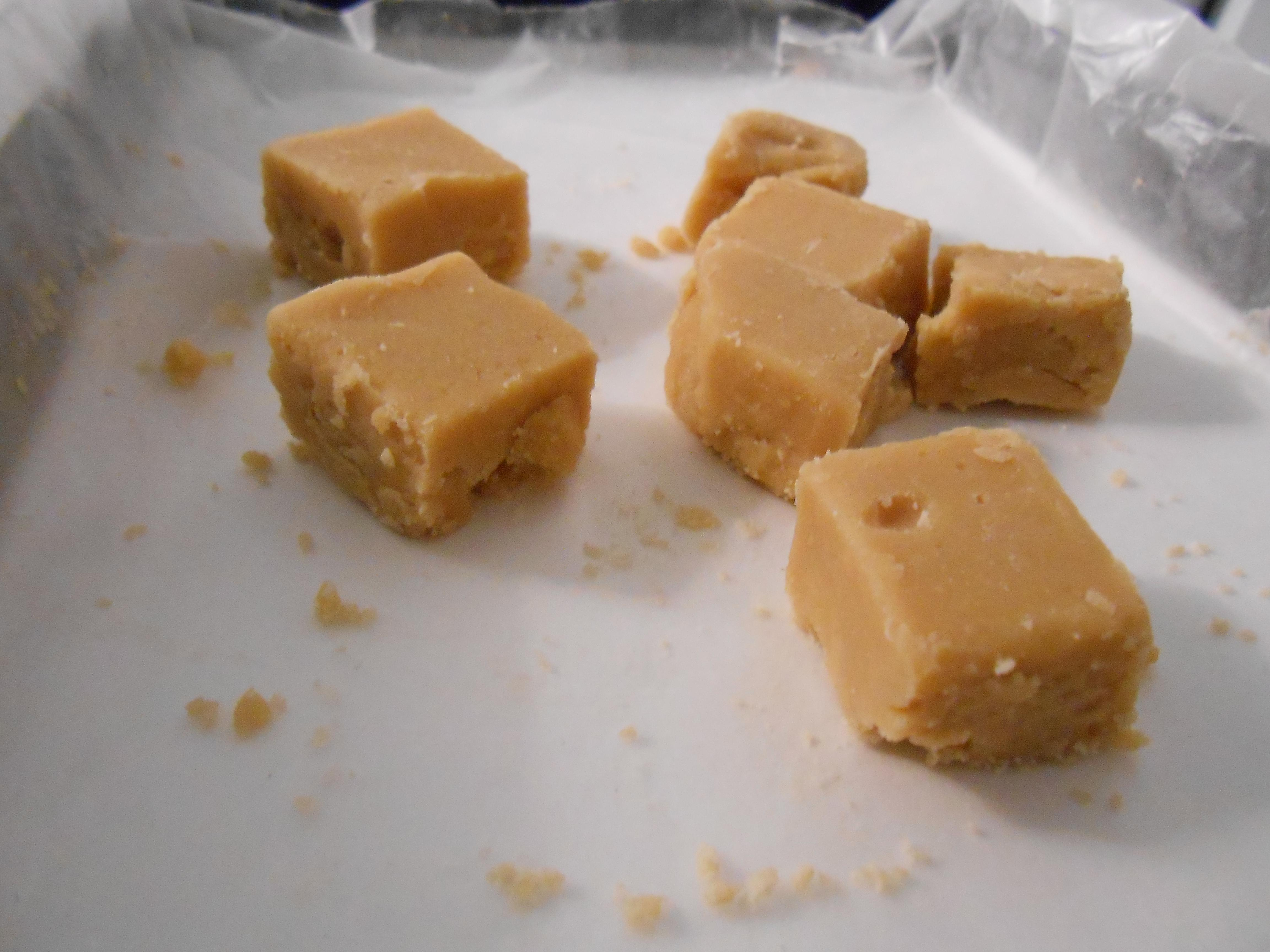
Los cubos de sucre à la crème se comen como postre o como chuchería.

### Bebidas
- Bière d'épinette: cerveza de abeto
- Sidra de hielo
- Vino de hielo
- Caribou: bebida hecha con vino tinto, licor y sirope de arce

## Comida rápida

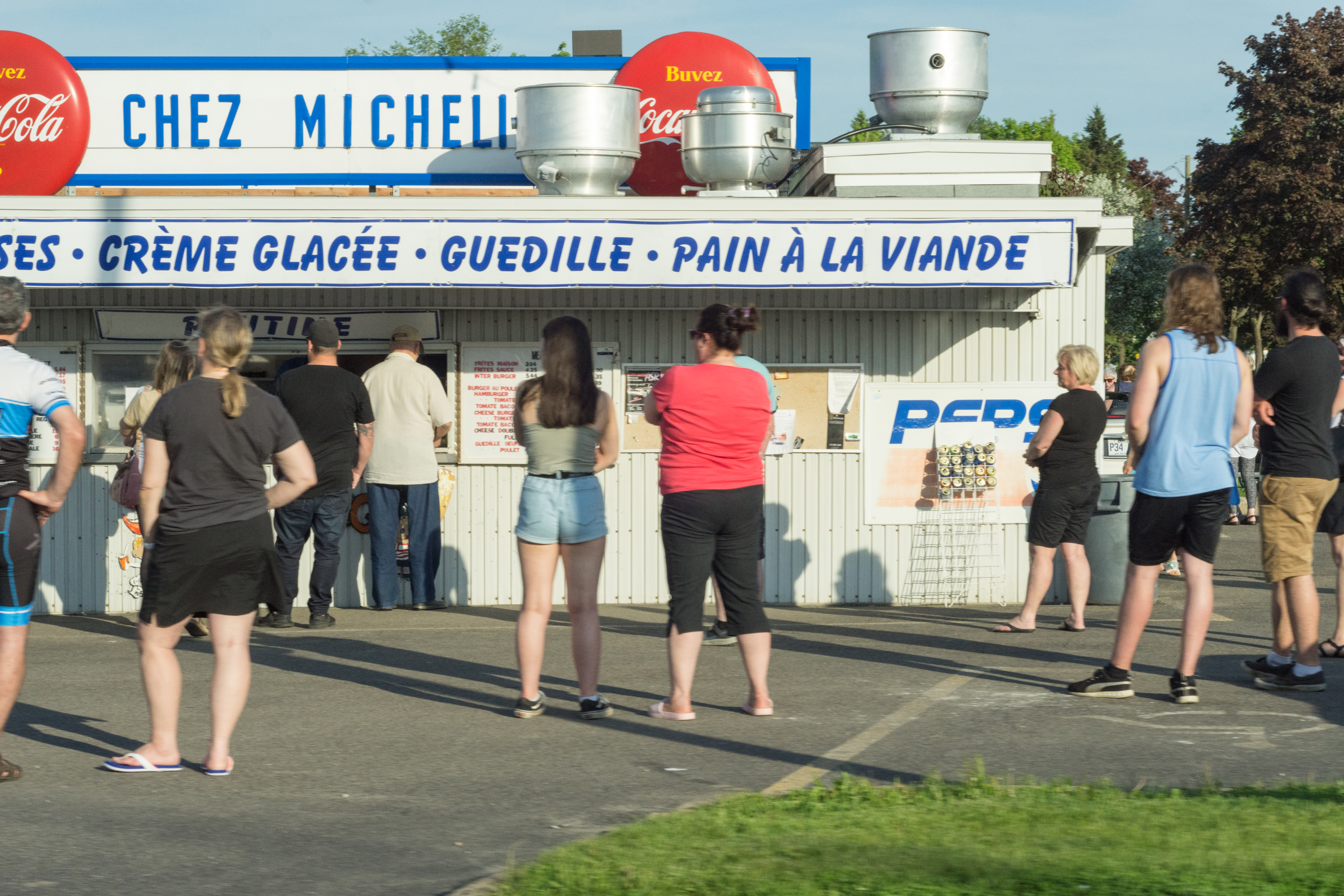
Casse-croûte Chez Micheline en Saint-Augustin-de-Desmaures.

La idea de la comida rápida se introdujo silenciosamente en Quebec desde los Estados Unidos a principios del siglo XX. Al principio, se vendía desde camiones o carros tirados por caballos que aparcaban al lado de las fábricas para vender comidas rápidas y baratas a los trabajadores. Se llamaban «casse-croûtes» o «cantines» y estaban dirigidas por emprendedores locales. Normalmente solo vendían unas pocas comidas, como patatas fritas y perritos calientes. En 1940, había unos 200 de estos distribuidores móviles alrededor de las fábricas de Montreal. Las cantines como restaurantes propiamente dichos empezaron a aparecer en los años treinta. Estos tenían menús más variados y servían alimentos básicos de la comida rápida, como hamburguesas, perritos calientes, patatas fritas y sándwiches club, además de algunas comidas tradicionales como sopa de guisantes, pouding-chômeur, etc.
Tras la Segunda Guerra Mundial, la popularidad de la comida rápida creció enormemente, ayudada por el auge del automóvil. Los años de la posguerra también supusieron la popularización de las pizzerías que vendían pizzas estadounidenses, de los asadores de pollos y de los restaurantes de desayunos que servían desayunos ingleses.
El paladar quebequés popularizó ciertas técnicas o comidas que no se encuentran o no son comunes en el resto de Norteamérica. Por ejemplo, los perritos calientes al vapor («steamies») son populares en Quebec, y es costumbre pedir a los clientes qué cocción prefieren. Los steamies se suelen rematar con coleslaw, mostaza dulce, cebolla y/o salsa de pepinillos, pero las opciones de aderezos pueden ser más amplias. Otro ejemplo es que no se utiliza la típica salsa industrial estadounidense, sino que se prefiere la salsa marrón, que se elabora con pollo y ternera deshidratados junto con especias, grasa animal y vinagre. También se utiliza un caldo de pollo ligeramente especiado que se llama «sauce barbecue». Se hacía para cubrir las patatas fritas (conocidas como «frites-sauce») y platos como el hot chicken (pollo entre dos rebanadas de pan cubierto de guisantes) o la hot hamburger (una hamburguesa sin tapa cubierta de salsa y guisantes). La salsa marrón también llegó a utilizarse en el plato de comida rápida de Quebec, la poutine, cuando se inventó.
Las casse-croutes siguen siendo muy populares (había más de 1400 en 2016), pero ahora compiten con las grandes cadenas de Estados Unidos y cadenas nativas de Quebec, como Valentine, La Belle Province, Ashton, Saint-Hubert, etc. Hoy en día, las comidas que se suelen servir en los locales de comida rápida de Quebec son la poutine y sus variantes, steamies, el perrito caliente de Míchigan, el pain à la viande (cebolla y carne picada dentro de un pan de perrito caliente), frites-sauce, el hot chicken, la hot hamburger, hamburguesas, pogos, aros de cebolla, patatas fritas, coleslaw, espaguetis, ensalada César, la pizza y sus variantes, los platos combinados de pizza-ghetti y pizza-caesar, sándwiches, sándwiches submarino, sándwiches club, sándwiches y bandejas de carne ahumada de Montreal, shawarmas y una variante de Quebec denominada shish taouk, gyros y la pita souvlaki exclusiva de Quebec, pollo asado, tiras de pollo, lasaña, macarrones con queso, sándwiches de queso fundido, fish and chips, guedilles (rollo de bogavante), palitos de queso, alitas de pollo, helado y, por último, refrescos.[cita requerida]

### Variantes depoutine
La poutine clásica se compone de patatas fritas frescas y queso en grano fresco recubierto de salsa marrón caliente en un cuenco somero. El queso en grano suele estar a temperatura ambiente para evitar que se derrita y pierda su elasticidad o «chirriado». La poutine surgió en la zona de Centre-du-Québec a finales de los años cincuenta. Se desconocen sus orígenes precisos, ya que hay varias ciudades que afirman haber inventado el plato.
Durante muchos años, los anglocanadienses la veían con malos ojos y era objeto de burla en el Canadá inglés. Algunos incluso la usaban para estigmatizar a la sociedad de Quebec. Sin embargo, más tarde pasó a ser célebre como símbolo de la cultura quebequesa y de la provincia de Quebec. Desde hace mucho tiempo se asocia a la gastronomía quebequesa, y su auge ha propiciado su popularidad en el resto de Canadá, en el norte de Estados Unidos y a escala internacional. La poutine se ha denominado el «plato nacional de Canadá», aunque muchos creen que se trata de apropiación cultural de la identidad nacional de Quebec, sobre todo porque Canadá se ha burlado de Quebec por ella en un pasado no tan lejano. 

Como las variantes de la poutine clásica se han generalizado, muchos consideran que la poutine es ya una clase de plato propia. Algunas de las variantes más vistas son: poutine de pollo (se añade pollo), poutine de perrito caliente (se añade perrito caliente), poutine de cerdo desmenuzado (se añade cerdo desmenuzado), poutine de carne ahumada (se añade carne ahumada de Montreal), poutine galvaude (se añaden guisantes y pavo y se asocia al Quebec marítimo), poutine all-dressed (se añaden ingredientes para imitar a una pizza «all-dressed»), poutine «italiana» (se reemplaza la salsa de carne por salsa boloñesa) y poutine de bogavante (se añade bogavante y se sustituye la salsa de carne). Los menús que ofrecen variantes de la poutine clásica pueden variar mucho de un restaurante a otro. Los establecimientos especializados en poutines suelen ofrecer muchas variantes y se llaman poutineries.

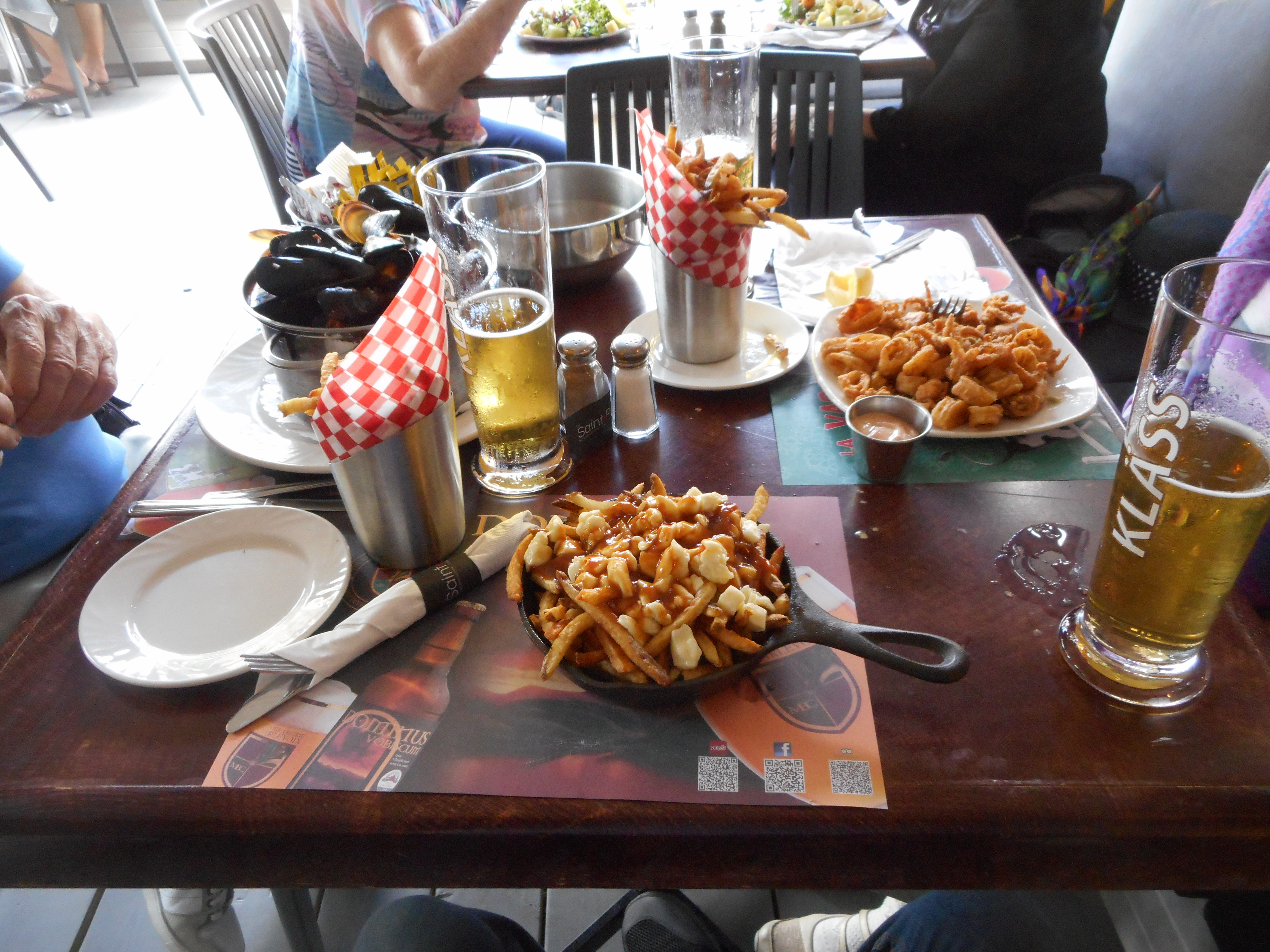
Una poutine clásica servida en una sartén de hierro colado.
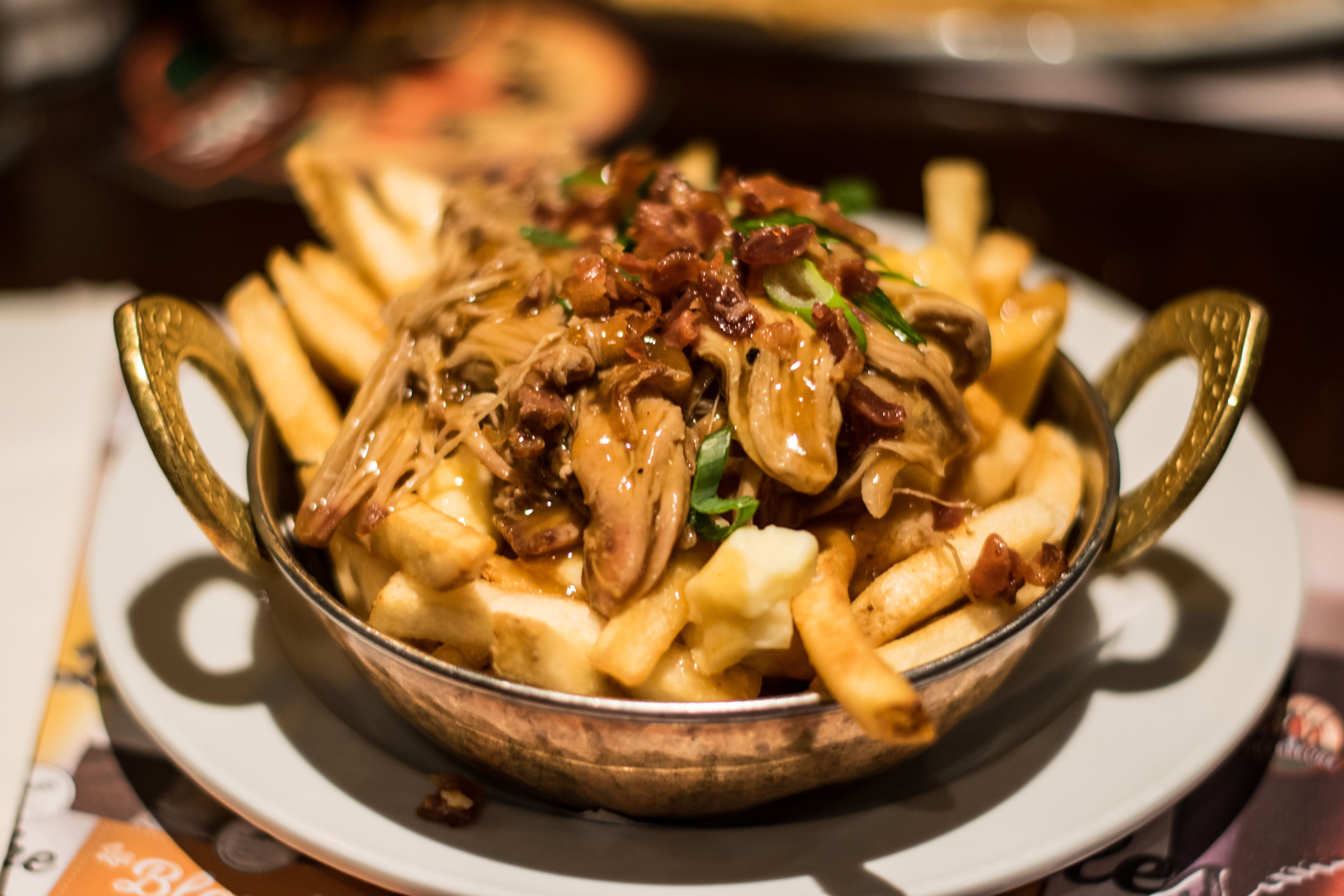
Una poutine de cerdo desmenuzado.
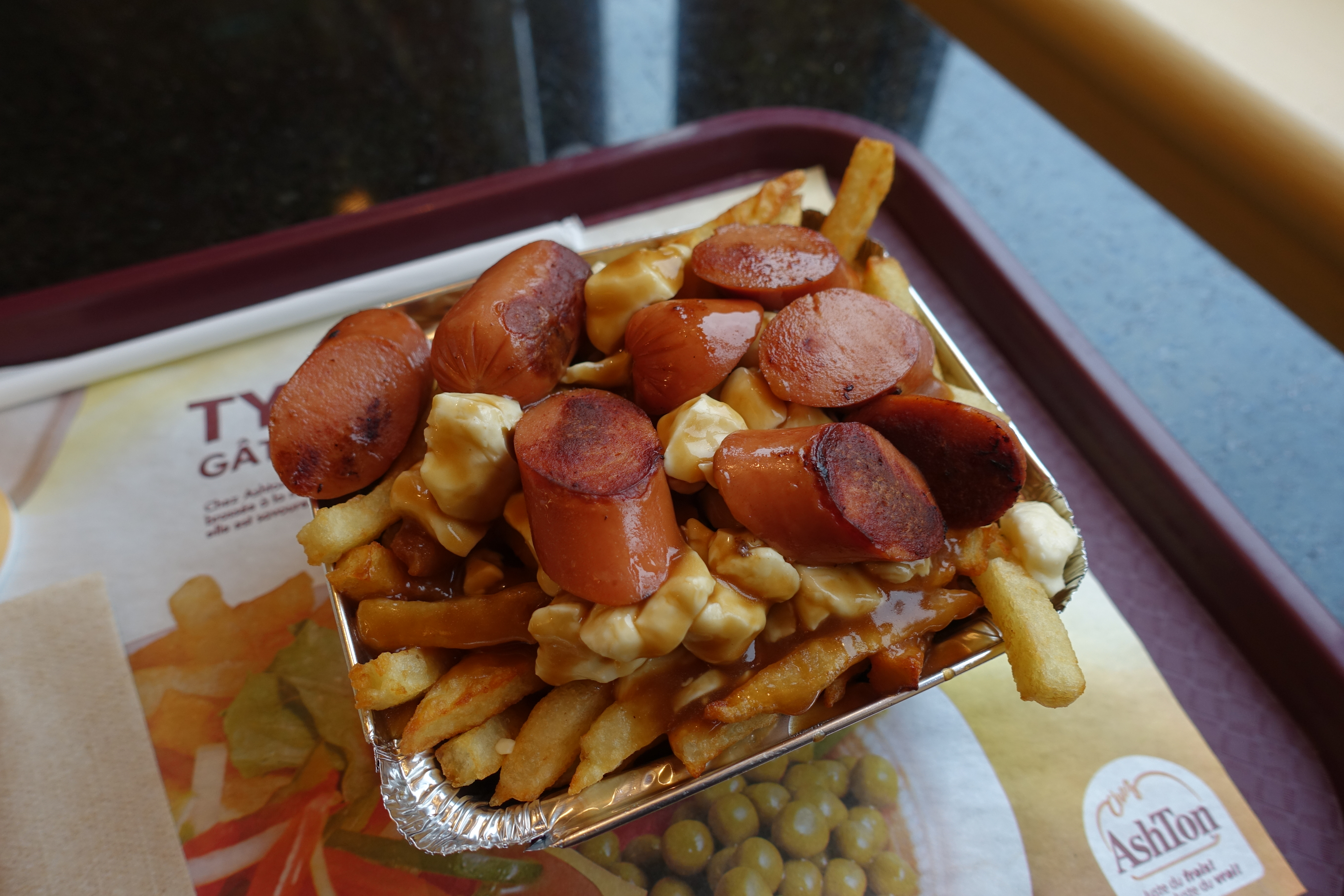
Una poutine de perrito caliente.
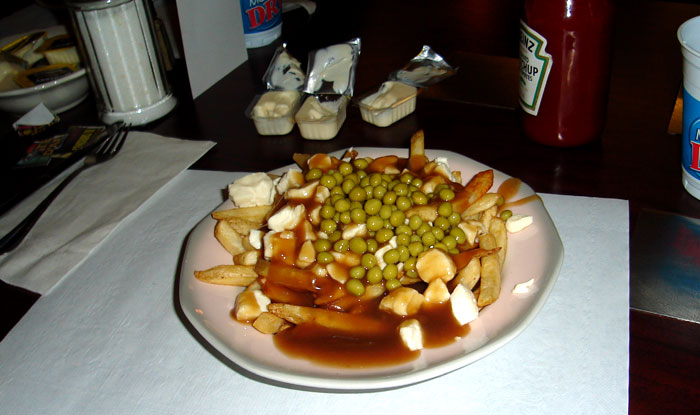
Una poutine galvaude.
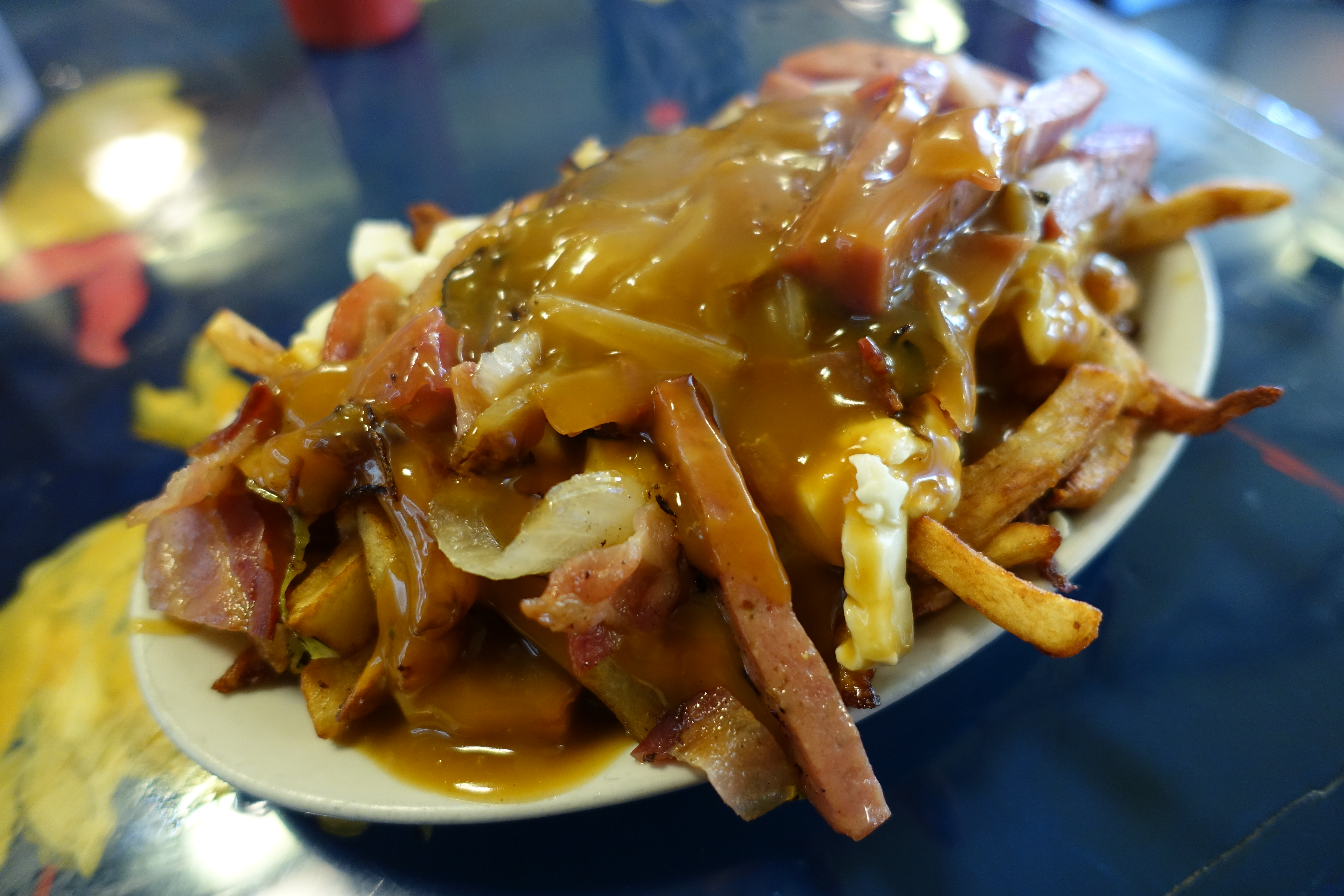
Una poutine all-dressed.
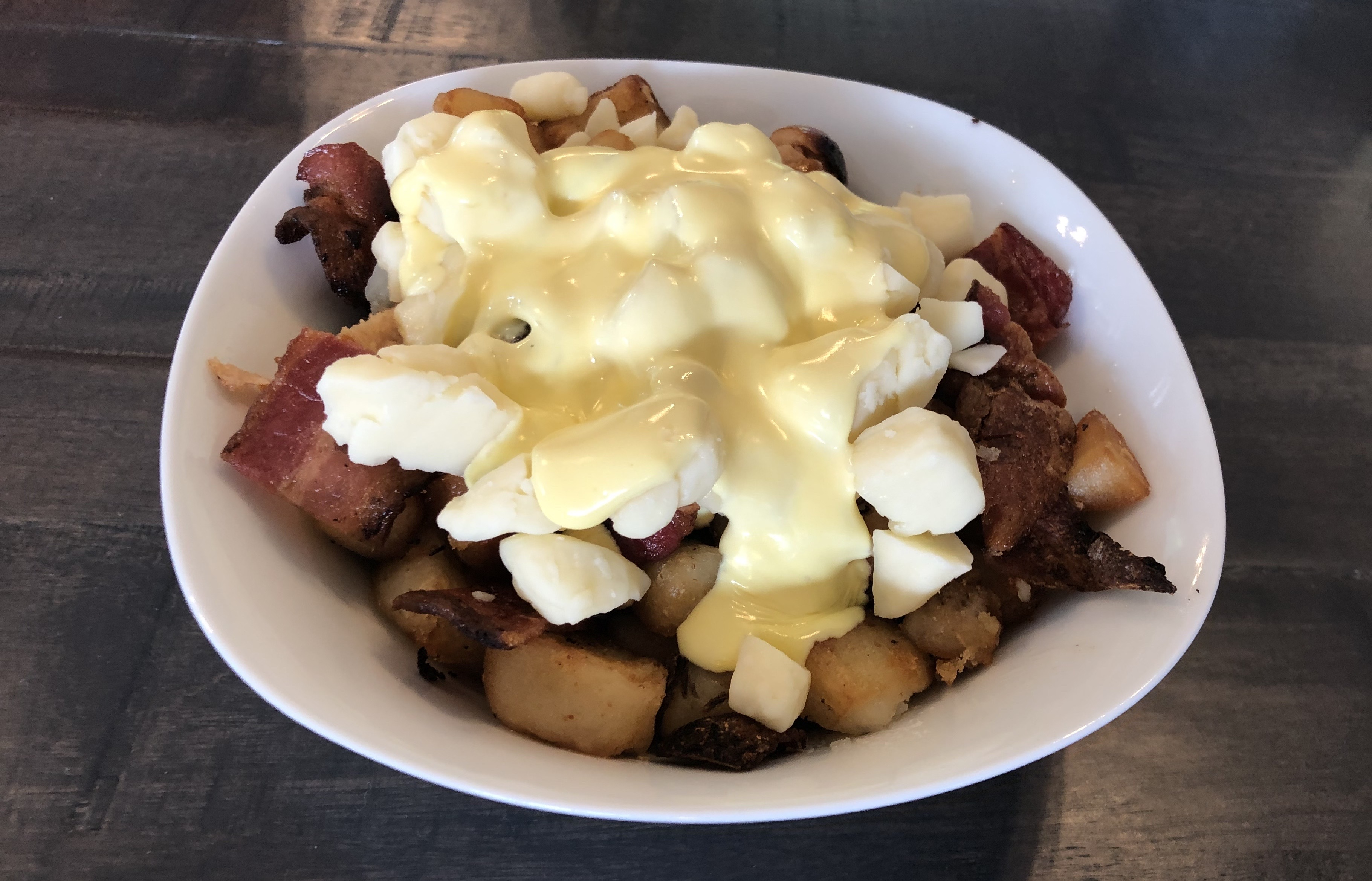
Una poutine de desayuno con salsa holandesa y bacon.
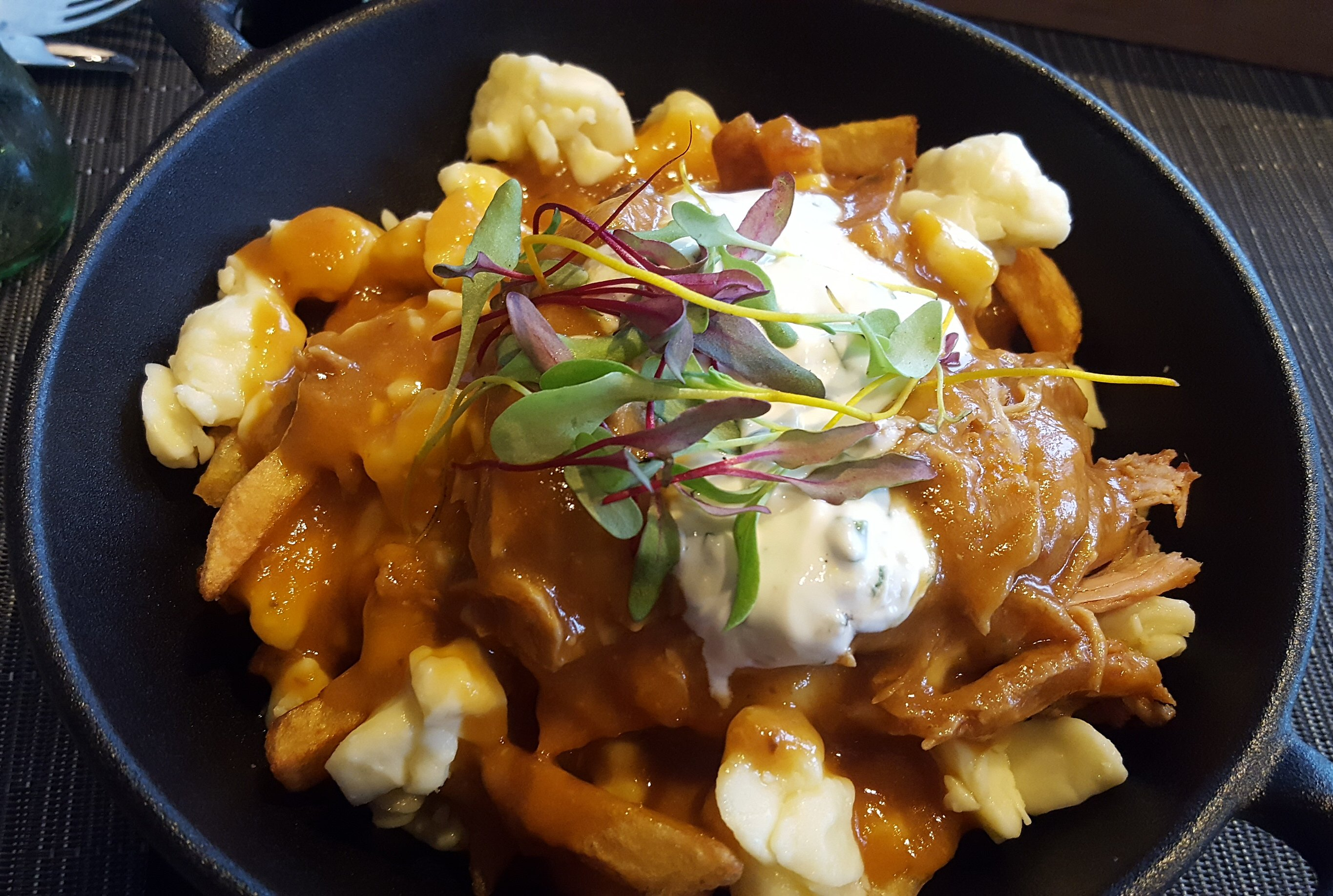
Esta poutine lleva el nombre de Samuel de Champlain.
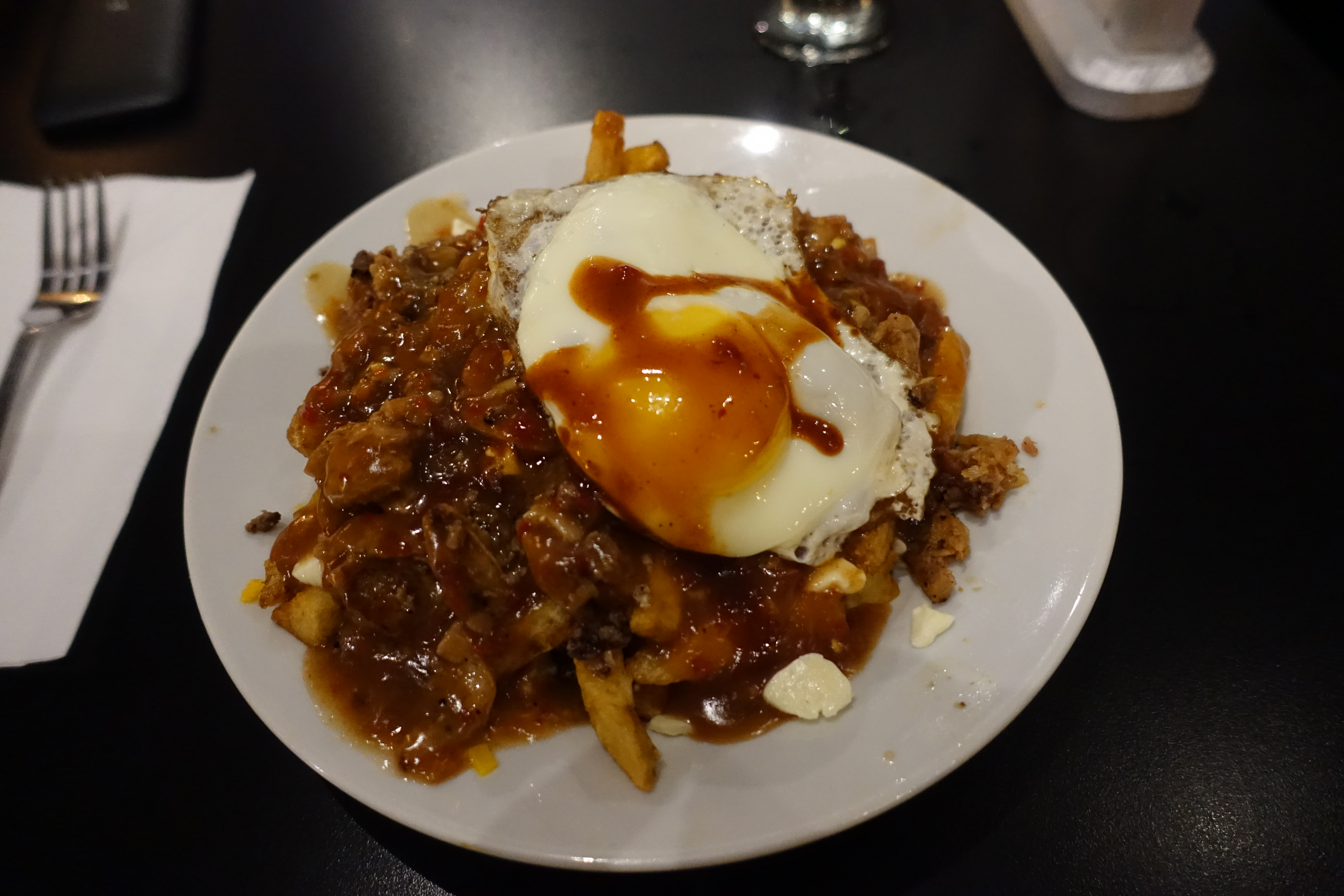
Esta poutine se vende como cura para la resaca.

## Quesos
Cuando Canadá formaba parte del Imperio francés, los colonos usaban a sus vacas Canadienne para crear una variedad de quesos tiernos, semitiernos y de pasta blanda para comer. Tras la conquista de Nueva Francia, los británicos empezaron a importar quesos duros, como el cheddar.
En los años sesenta, la prohibición de la leche no pasteurizada hizo que la mayoría de las antiguas técnicas y recetas queseras, que hasta entonces se habían transmitido a lo largo de los siglos, desaparecieran y cayeran en el olvido. Solo quedan unas pocas recetas. El Saint-Pierre, producido en la isla de Orleans, cuenta con el honor de ser el queso norteamericano más antiguo. Es un queso de pasta blanda que se vende bajo las formas de La Faisselle, Le Paillasson o Le Raffiné. El queso Cailles, un queso elaborado con leche fermentada y comúnmente utilizado en ensaladas, también solía estar bastante extendido. Ahora solo existe en las regiones de Charlevoix y Saguenay-Lac-Saint-Jean. Hoy en día se intenta diversificar las formas de consumo del Cailles.
Hay algunos quesos que fueron creados por sacerdotes. Hacia finales del siglo XIX, un grupo de monjes trapenses fueron expulsados de Francia y se trasladaron a Oka. Uno de ellos, originario de Notre-Dame-du-Port-du-Salut, creó una pasta que se terminó usando para moldear el primer queso Oka. Los benedictinos fueron responsables de crear el Ermite, un queso azul, en 1943, en Saint-Benoît-du-Lac.

Hoy en día, Quebec crea más de 700 tipos distintos de queso y es el mayor productor de queso de Canadá. Los quebequeses disfrutan de muchos quesos duros de producción nacional y de importación, incluidos los quesos duros aromatizados con cerveza o vino. La mayoría de los quesos blandos se producen localmente y muchos son artesanales.

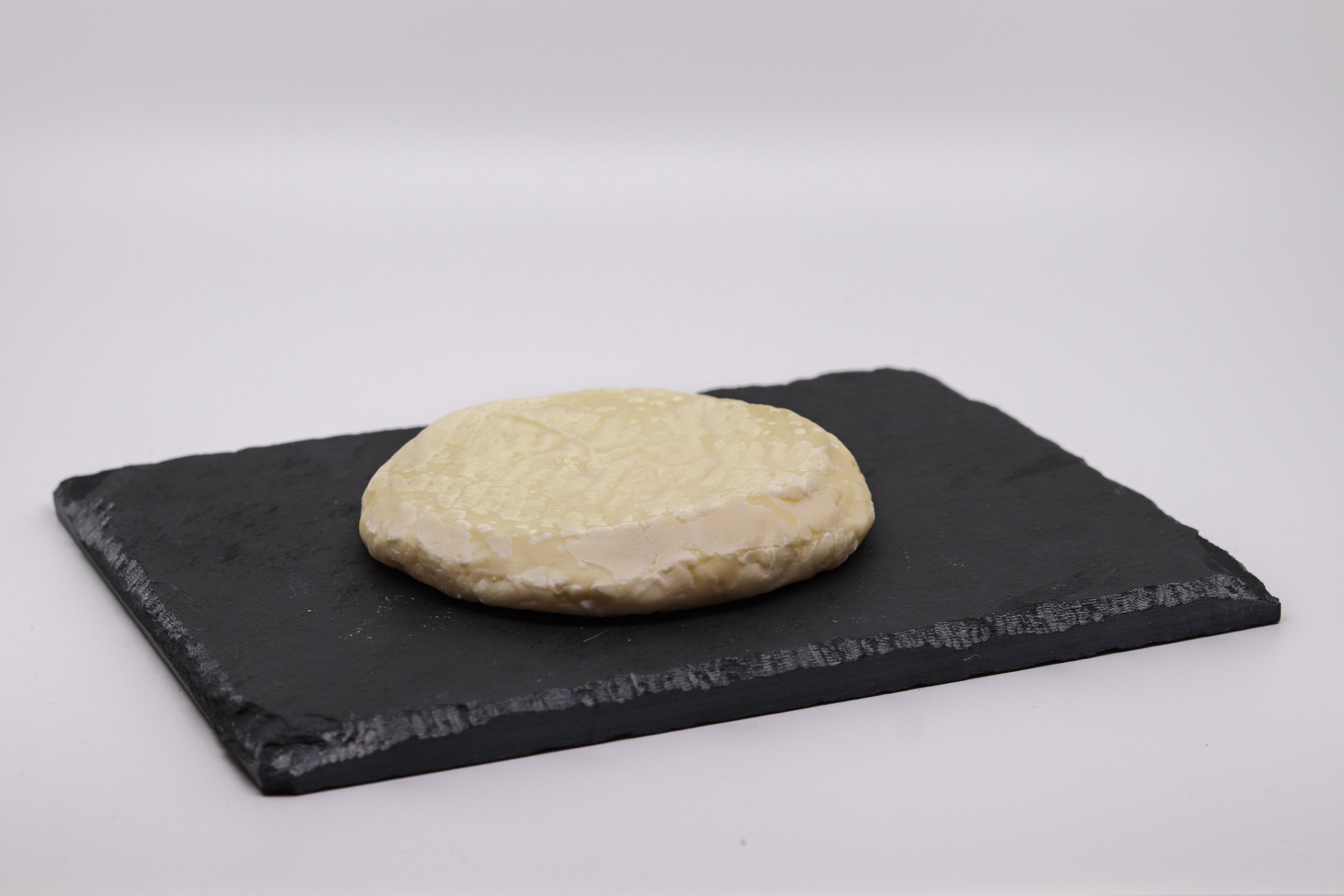
El Paillasson. Se come a la parrilla y suele acompañarse con sirope de arce.
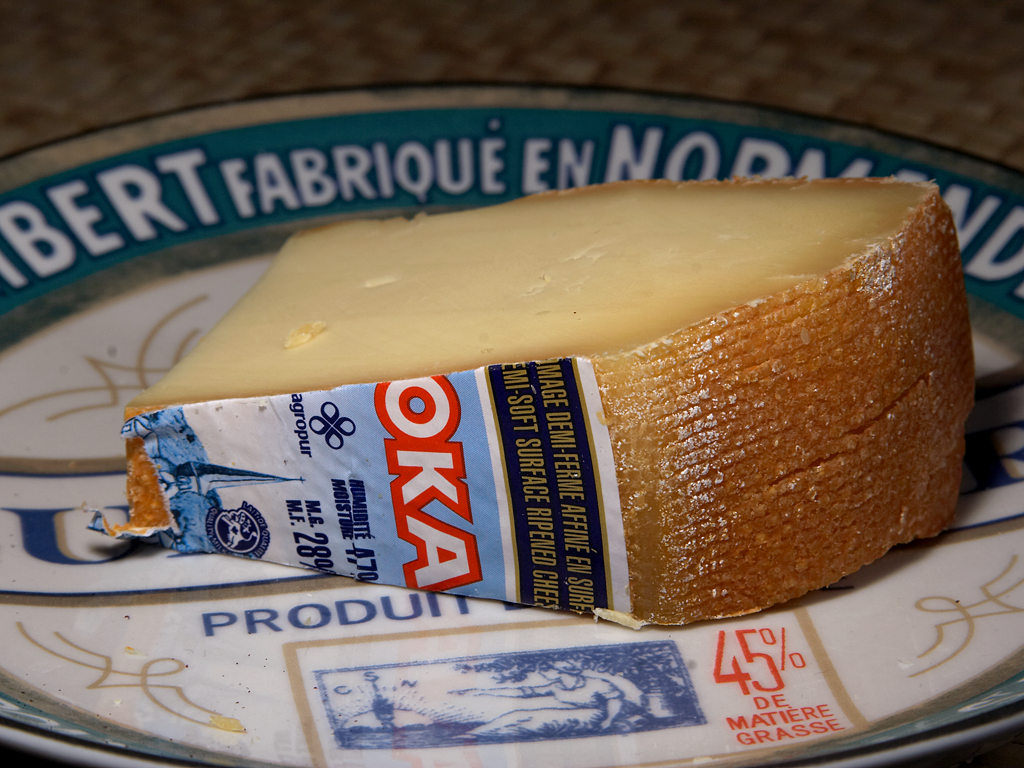
Hoy en día, el queso Oka se produce en grandes fábricas.
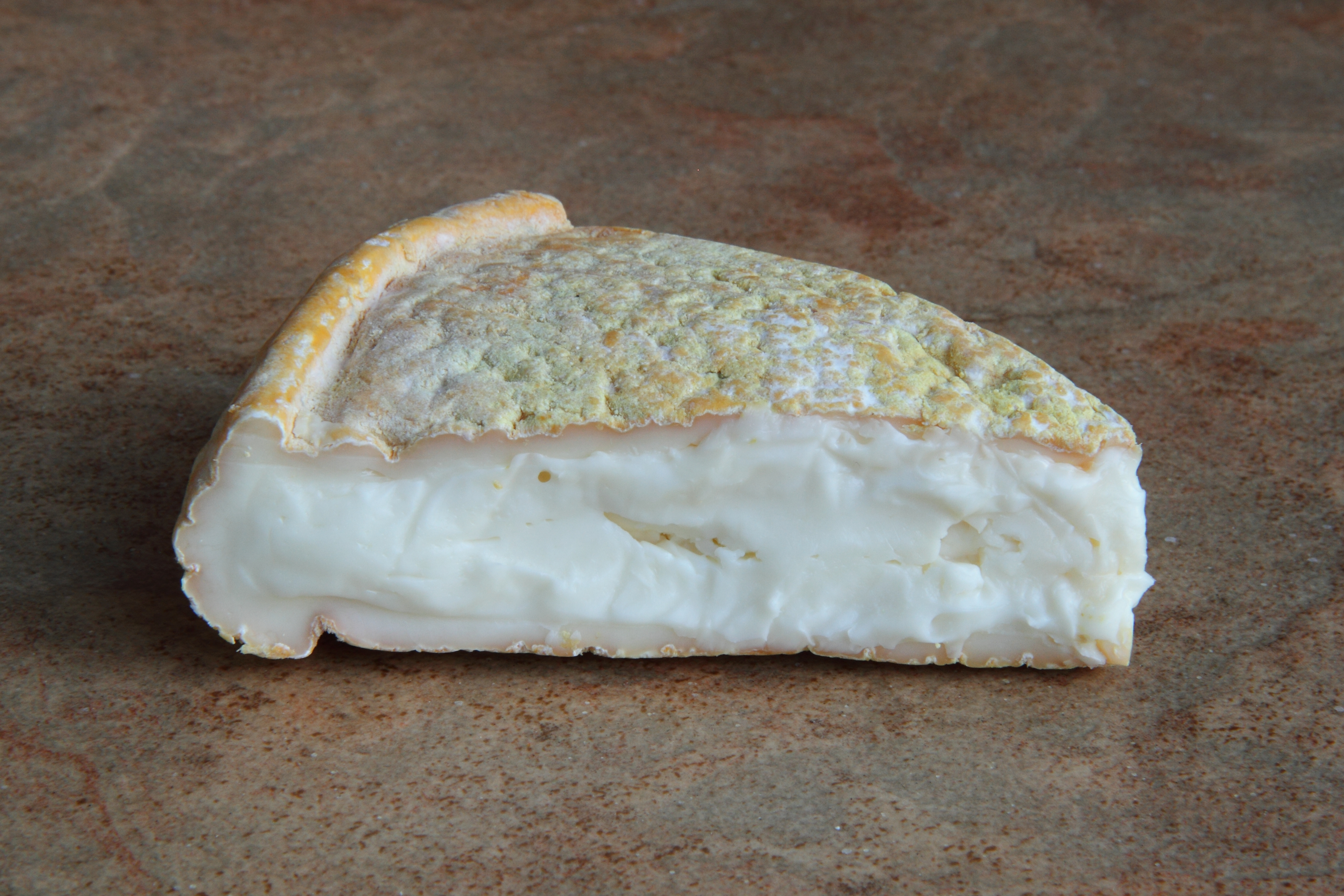
El queso Pied-De-Vent se elabora a partir de leche de vacas Canadienne.
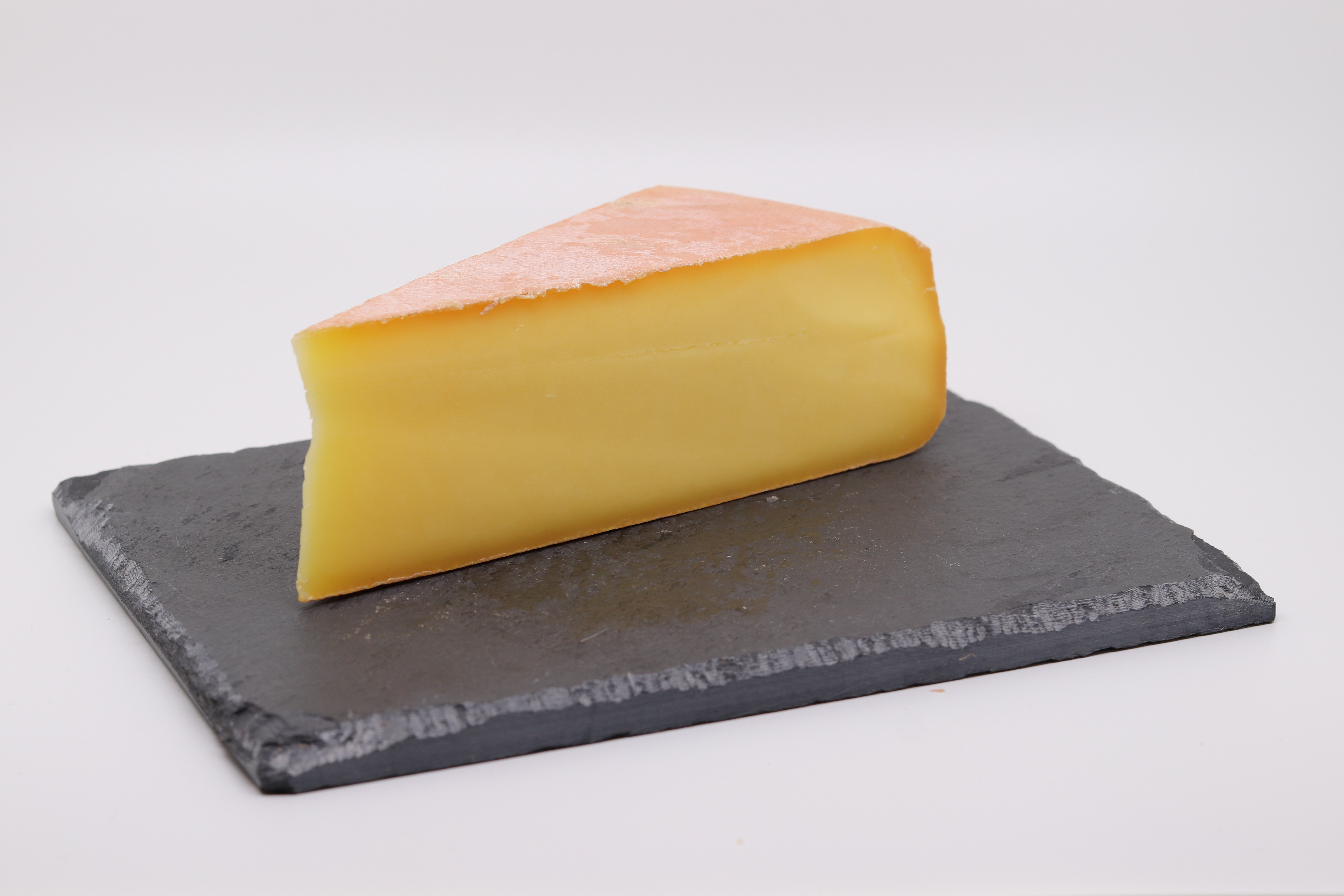
El Pikauba fue creado en 2005 en Hébertville.
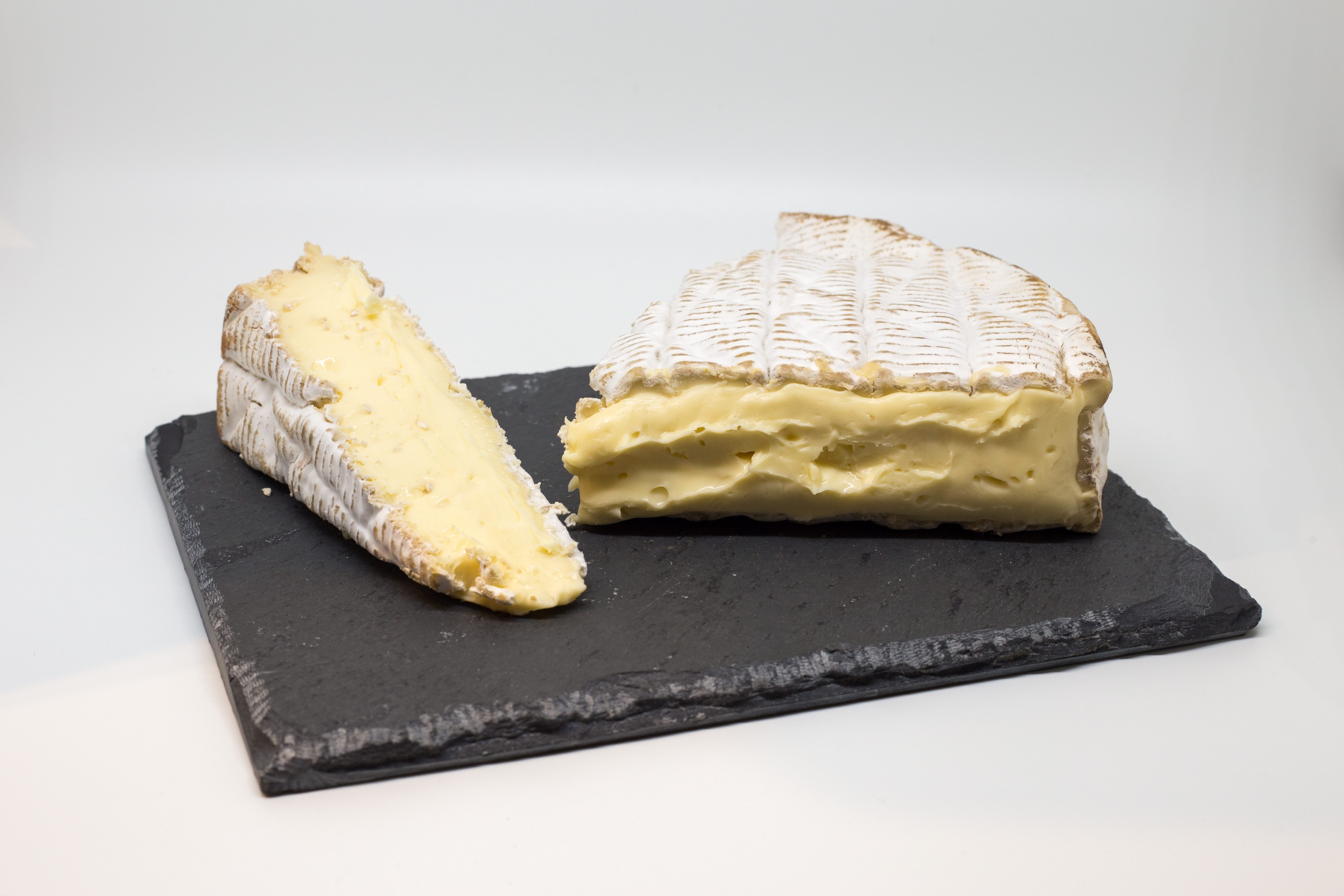
Le Riopelle de l'Isle es un queso triple crema que lleva el nombre de Jean-Paul Riopelle.
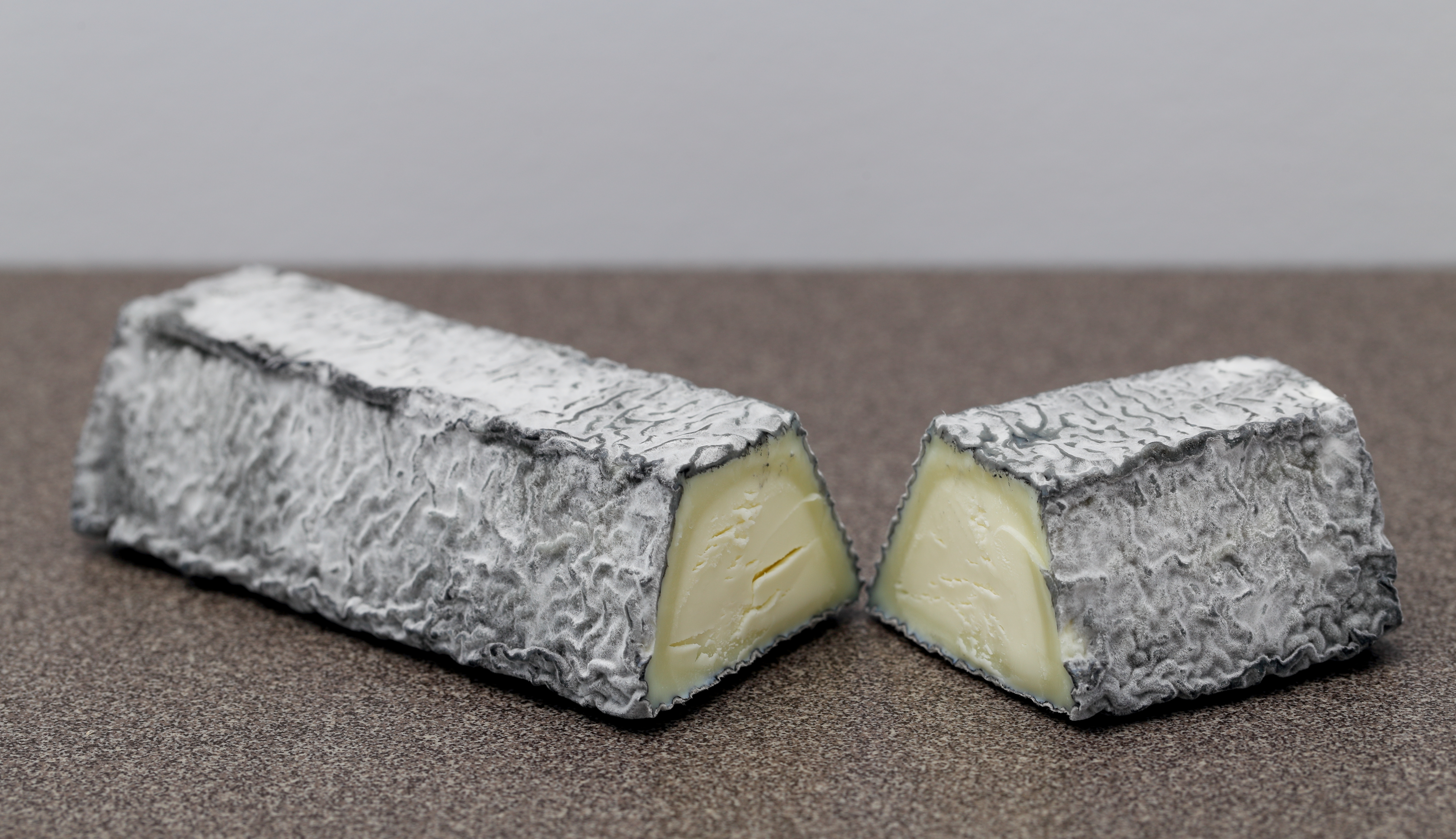
El Cendrillon ganó el premio al mejor queso del mundo en los World Cheese Awards de 2009.

## Sirope de arce
Quebec produce el 72 % del sirope de arce que se vende en el mundo y el 90 % del sirope de arce que se vende en Canadá. El sirope de arce se elabora a partir de savia de arce calentada. El sirope se utiliza a menudo en el desayuno para cubrir crêpes y pain doré, y como componente de las fèves au lard. También puede utilizarse para caramelizar carnes como el jamón, para estabilizar la acidez de ciertas salsas y para complementar postres. Es el ingrediente principal de las chozas de azúcar.
Existen muchos productos derivados del sirope de arce. El tire, que en francés significa azúcar sobre nieve, es sirope de arce calentado que se echa sobre una capa plana de nieve y luego se enrolla en un palito de helado. El tire es muy popular en las chozas de azúcar y durante la primavera. La mantequilla de arce se suele untar sobre las tostadas en el desayuno. El azúcar de arce puede sustituir al azúcar moreno y blanco.

## Carne

### Carnes ahumadas

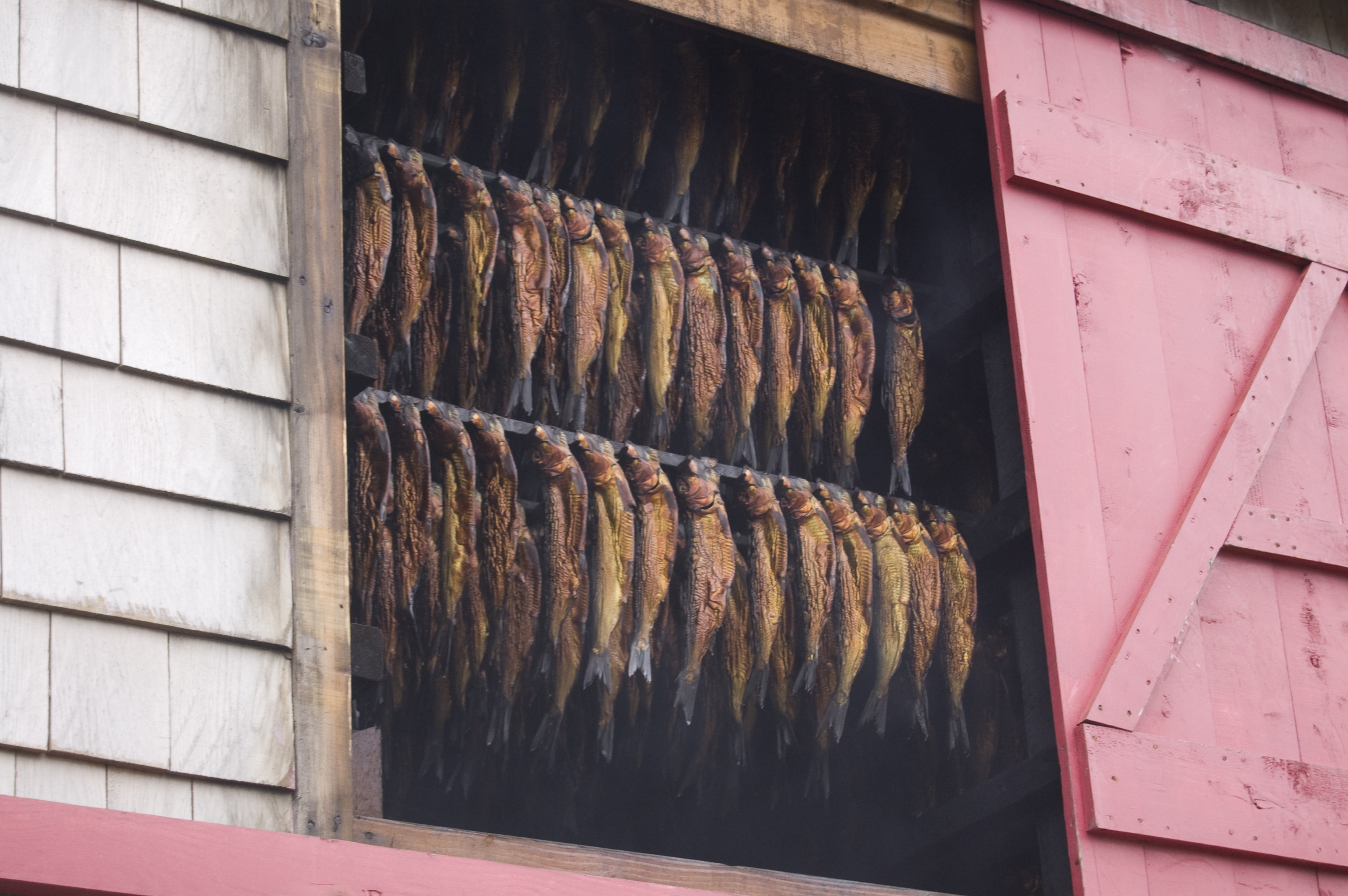
Arenque del Atlántico en proceso de boucanage.

En Quebec, a veces se usa una técnica llamada boucanage para ahumar la carne.
Los colonos aprendieron esta técnica de las Naciones Originarias. Después de descubrir que era útil para conservar la comida, decidieron empezar a ahumar sus carnes al estilo boucanage, después de su típica salmuera y/o sazonado. Las Naciones Originarias, en cambio, siguieron solo realizando el proceso de boucaner y nunca empezaron a hacer salmueras o sazonar. Hoy en día, los quebequeses aún comen comida que ha sido boucané por su sabor.
Los establecimientos llamados boucanières o boucaneries están especializados en el proceso. Los boucanières modernos también pueden utilizar esencias de árboles para infundir cierto sabor a la carne, siendo la madera de arce la opción más popular. También se ha desarrollado una técnica llamada boucaner à froid, que consiste en secar el pescado y luego suspenderlo sobre el fuego. Boucaner à froid siempre ha sido popular en las regiones de Gaspesia, Bas-Saint-Laurent y Côte-Nord, ya que allí se pescaba y se pesca habitualmente.

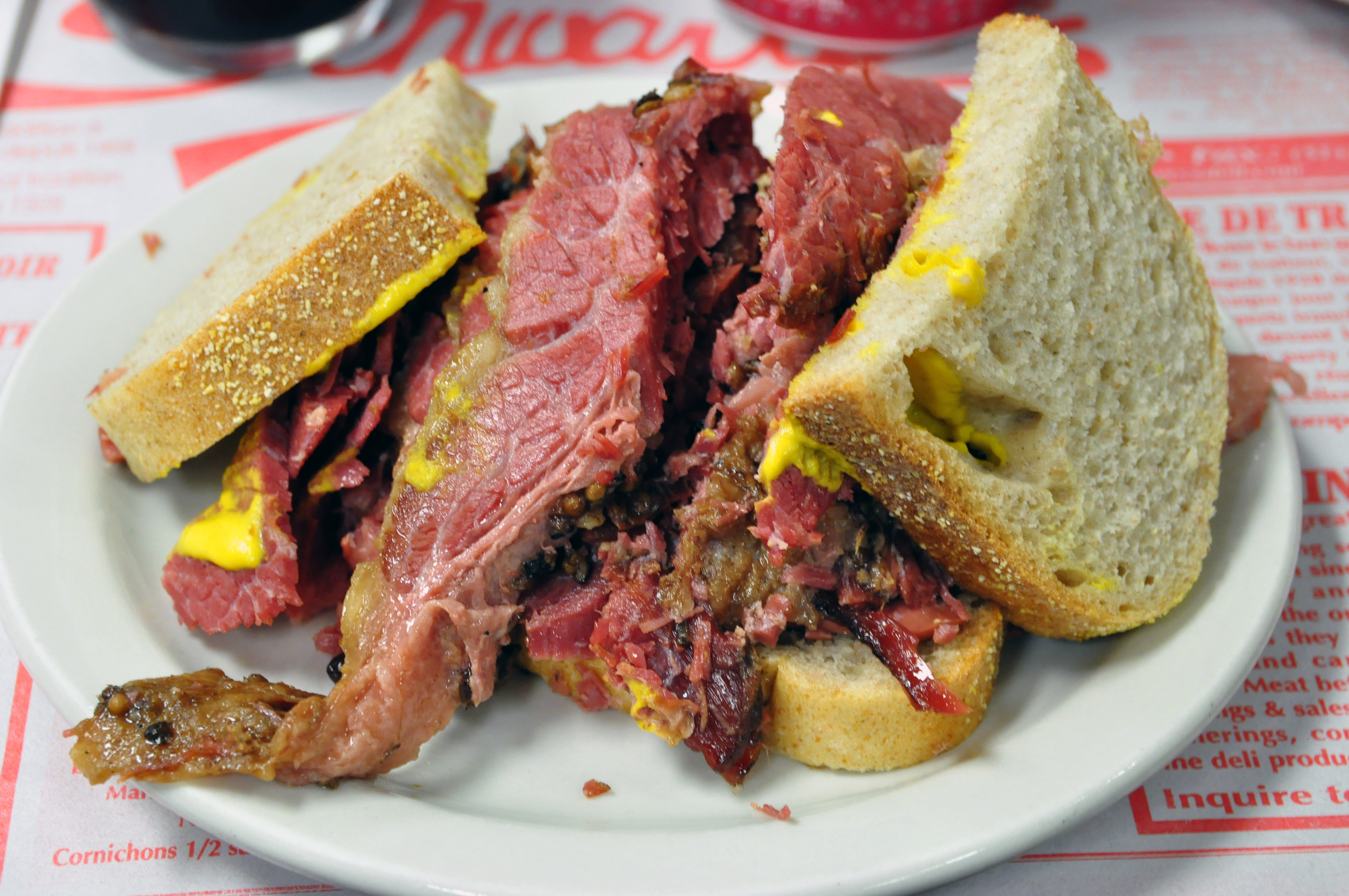
Un sándwich de carne ahumada de Montreal.

En los años treinta, inmigrantes judíos llegaron a Montreal e introdujeron en Quebec su propia técnica de ahumado de carne de Europa Oriental. Hoy en día, esta técnica se utiliza a menudo para elaborar la carne ahumada de Montreal, que suele cortarse en lonchas estrechas y añadirse a los platos como ingrediente. La carne ahumada de Montreal también se condimenta a menudo con especias de Montreal y se utiliza para preparar sándwiches de carne ahumada de Montreal.
El salmón ahumado ha cobrado popularidad en las últimas décadas debido a la influencia de Estados Unidos y Europa. La popularidad del cerdo ahumado ha disminuido y ahora se consume casi exclusivamente en Pascua.

### Charcutería
En Quebec, la charcutería se denomina a veces cochonailles. Incluye:
- El creton se compone de carne picada de cerdo, manteca, leche y cereales que se cuecen juntos para obtener una pasta cremosa. Los cretons se suelen comer como tentempié o para desayunar sobre trozos de pan tostado llamados rôties. Si se utiliza otro tipo de carne para crear cretons, como la de ave o ternera, se denomina cretonnade en su lugar.
- El tête fromagée es menos popular, pero se usa de la misma manera que los cretons.
- El boudin de Quebec se elabora con manteca, leche, cebolla y sangre de cerdo. Se sirve en una sartén con una guarnición o una salsa dulce. Desde 2018, la asociación Goûte-Boudin de Boucherville entrega un premio anual para el mejor boudin.[84]
- Los plorines se componen de manteca y carne aromatizada envuelta en grasa de redaño de cerdo. A veces, las recetas de plorines también pueden incluir huevos, carne de vacuno y/o pan.
- Las oreilles de Christ son trozos de manteca que se fríen hasta que están crujientes. Se toman como amuse-gueule y a veces con sirope de arce.

## Pastelería

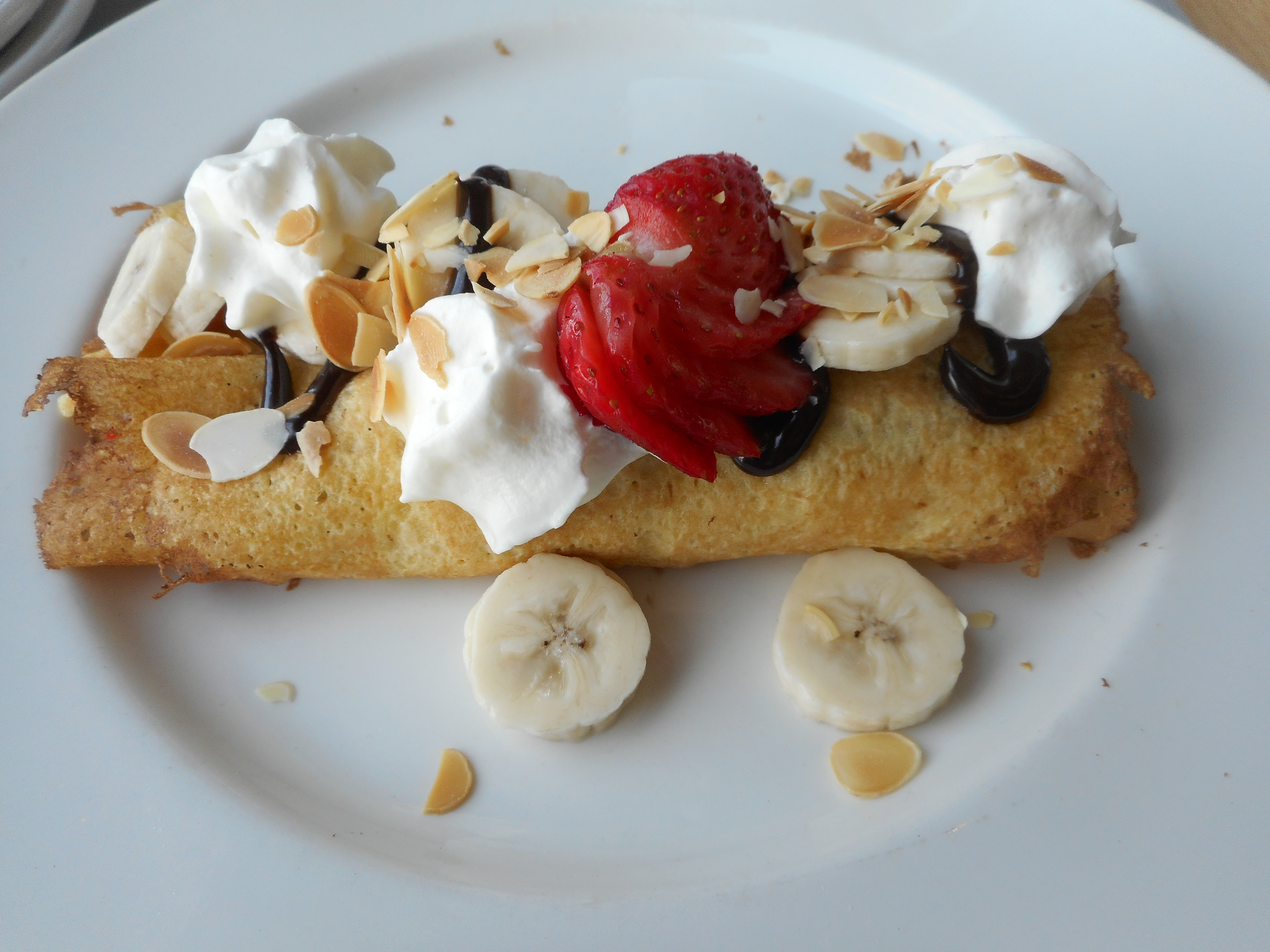
Una crêpe con frutas y chocolate.

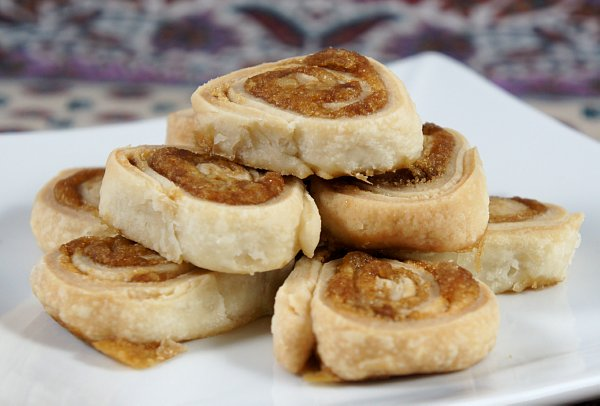
Una torre de pets-de-sœurs.

A continuación, se enumeran algunas pastas populares en Quebec:
- Las crêpes y las tortitas son comidas populares para el desayuno. Se suelen servir con sirope de arce y/o fruta.
- Donuts. Los agujeros de los donuts también se comen con azúcar tamizado o glaseado por encima.
- Tartas. Los tipos más populares son de azúcar, como la tarte au sucre, o de fruta, como de arándano, manzana, fresa o frambuesa.
- Pasteles. Algunos tipos populares son el pastel de zanahoria y el pastel de chocolate.
- La sucre à la crème es un dulce de tipo caramelo.
- Los pets-de-sœur y los rollos de canela son populares y tienen forma de espiral.
- Las chocolatines consisten en croissants pequeños con chocolate en su interior.
- El pouding-chômeur es una tarta blanca empapada en sirope de arce o azúcar moreno.
- Los grands-pères, una tarta esférica que se come sin más, con sirope de arce o rellena de fruta.
- Los éclairs, un dulce alargado relleno de nata y cubierto de chocolate.
- Los macarons son un dulce de merengue con forma de sándwich.
- Los mille-feuilles son capas de hojaldre.
- Los croquignoles son pasteles de masa frita trenzada, retorcida o rectangular. Pueden encontrarse en regiones rurales.

## Comidas regionales
Algunas regiones de Quebec son conocidas por comidas o productos específicos. Montreal es conocido por haber creado la carne ahumada al estilo Montreal, los bagels de Montreal, los perritos calientes de Montreal (también llamados «steamies») y los melones de Montreal. La región de Saguenay-Lac-Saint-Jean es el lugar de nacimiento de la tourtiére du Lac-Saint-Jean, de la soupe aux gourganes y del Saguenay Dry.
El Quebec marítimo, conocido por su pescado y marisco, es una región donde se consume cipaille durante las fiestas. Pot-en-pot des îles de la Madeleine es un plato de las islas de la Magdalena.
Algunos municipios se asocian a la carne de gran calidad, como el pato del lago Brome o el cordero de Charlevoix.

## Variedades de verduras y razas

### Variedades de verduras
A lo largo de los siglos, se crearon nuevas variedades de frutas y verduras en Quebec. Luego, en los 1900, la población dejó de dedicarse a la agricultura. Como consecuencia, la mayoría de ellas se han perdido. A continuación, se enumeran algunas que se han conservado o redescubierto:
- El melón de Montreal
- El melón Oka[89][90]
- Maíz blanco canadiense[91]
- La patata crotte-d'ours  de Louis-Marie[92]
- La judía Thibodeau de Saint-Jules[93]
- La pomme Fameuse[94]
- El tomate Mémé de Beauce[95]
- La cebolla patata[96]

### Razas
Aunque hoy en día son pocas, se siguen utilizando estas razas:
- Vaca Canadienne
- Pollo Chantecler

## Leer más
- Onishi, Norimitsu (28 de agosto de 2024). «In Quebec's Casse-Croûtes, Fast Food for a Short but Sweet Summer». The New York Times (en inglés estadounidense). Consultado el 31 de agosto de 2024.